# 朝日新聞社
株式会社朝日新聞社（あさひしんぶんしゃ、英: The Asahi Shimbun Company）は、全国紙『朝日新聞』を発行する日本の新聞社である。また、同名のニュースサイトの運営も行う。
産業経済新聞社（産経新聞社）、大阪毎日新聞社（毎日新聞大阪本社の前身）などとともに大阪府大阪市を発祥とする新聞社であり、現在でも登記上の本店を大阪に置いている。
新聞以外に雑誌・書籍の出版や芸術作品の展示・公演などの文化事業や、全国高等学校野球選手権大会（夏の甲子園大会）といったスポーツ大会の開催などの幅広い事業活動も行う。

## 組織体制
1879年（明治12年）1月8日に大阪府で創立。日本国内の4本社1支社、取材拠点は総局42・支局61・地区担当43、印刷拠点は20か所であり、日本国外機関は5総局・21支局の26拠点。
新聞販売店の名称は「ASA」（朝日新聞サービスアンカー、Asahi Shimbun Service Anchor）であり、日本全国で約3000か所、従業員数約7万8,000人を擁する。日本ABC協会の調査によると海外を含む 。朝日新聞の2024年2月における発行部数は346万部との読売新聞に次ぐ国内第2位。

### 本社・支社・本部
- 大阪本社（本店所在地）: 〒530-8211 大阪府大阪市北区中之島2-3-18 中之島フェスティバルタワー
- 東京本社: 〒104-8011 東京都中央区築地5-3-2
- 西部本社: 〒803-8586 福岡県北九州市小倉北区室町1-1-1 リバーウォーク北九州
- 名古屋本社: 〒460-8488 愛知県名古屋市中区栄1-3-3 名古屋朝日会館
- 北海道支社: 〒060-8602 北海道札幌市中央区北1条西1-6 さっぽろ創世スクエア
- 福岡本部: 〒812-8511 福岡県福岡市博多区博多駅前2-1-1 福岡朝日ビル

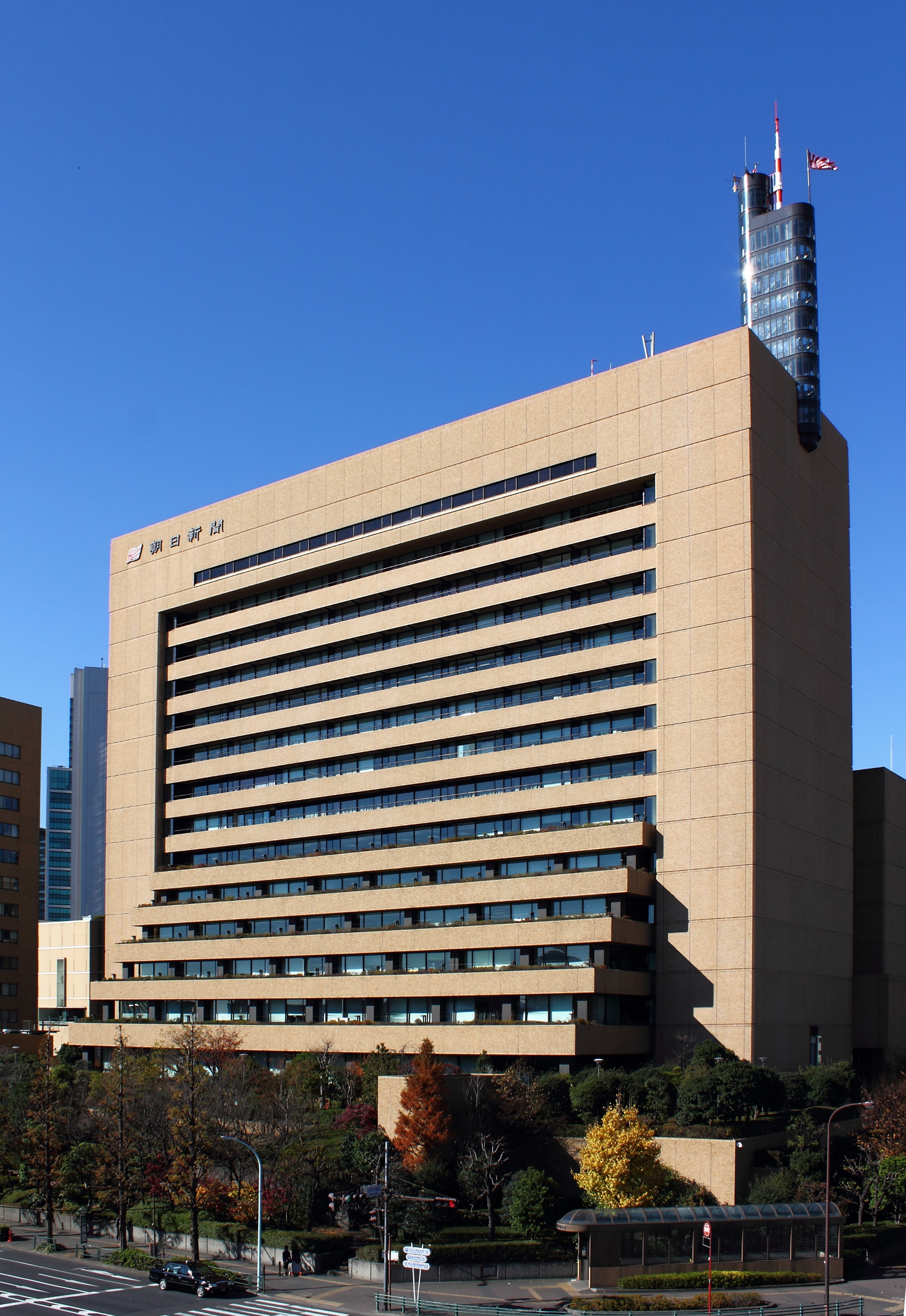
東京都中央区築地にある朝日新聞東京本社
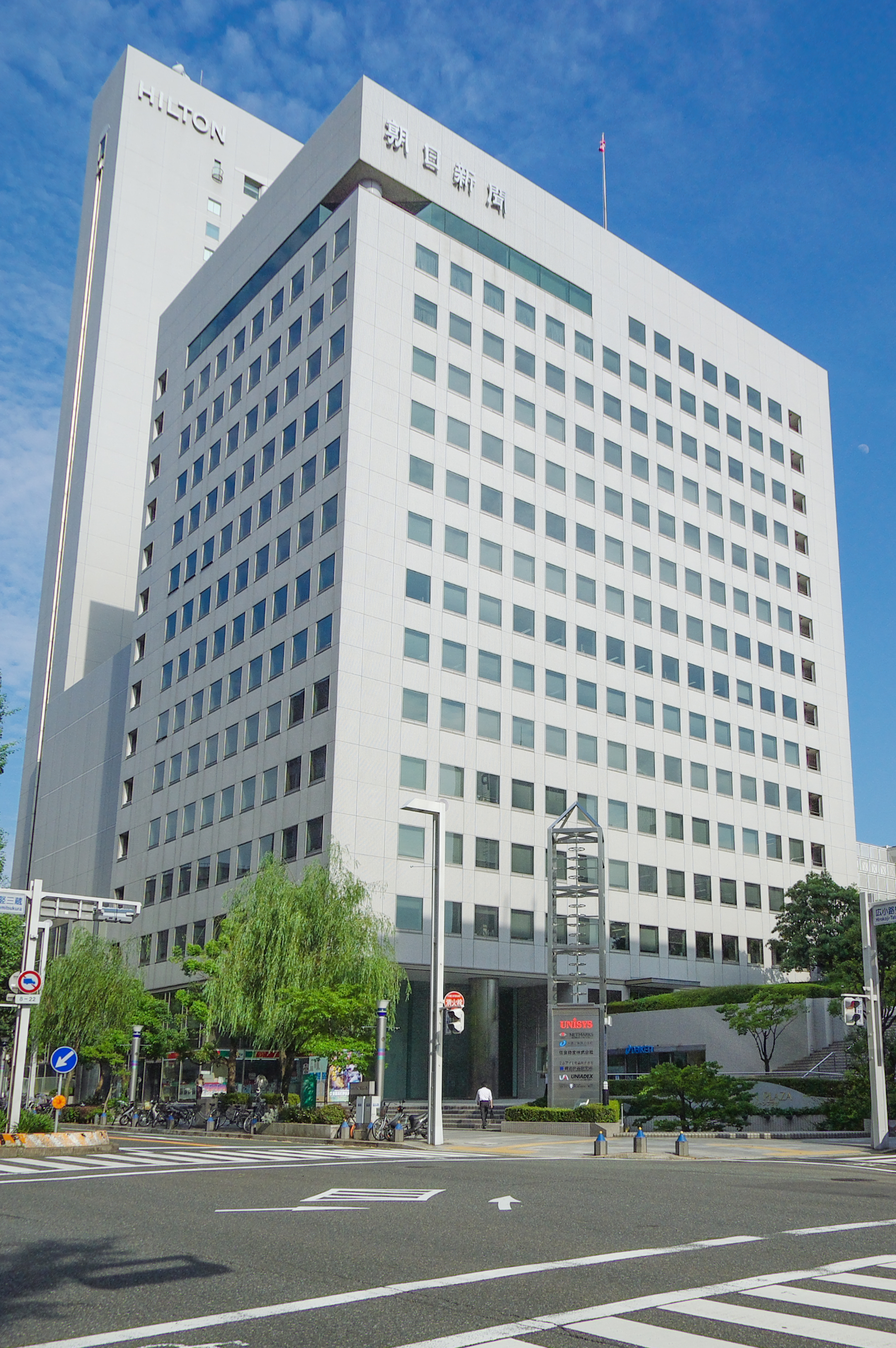
名古屋市中区栄にある朝日新聞名古屋本社
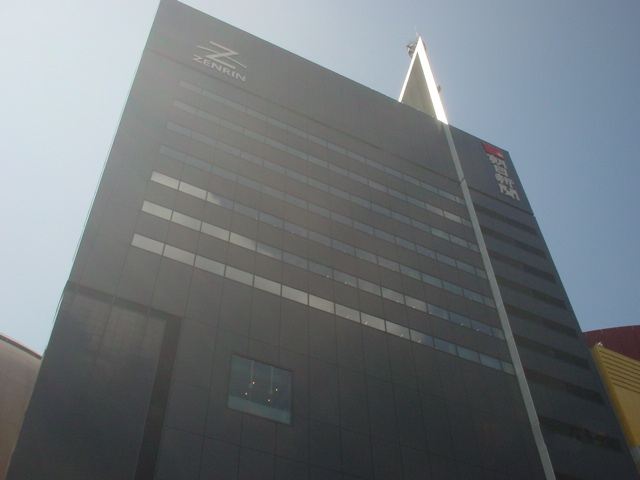
北九州市小倉北区リバーウォーク北九州にある朝日新聞西部本社
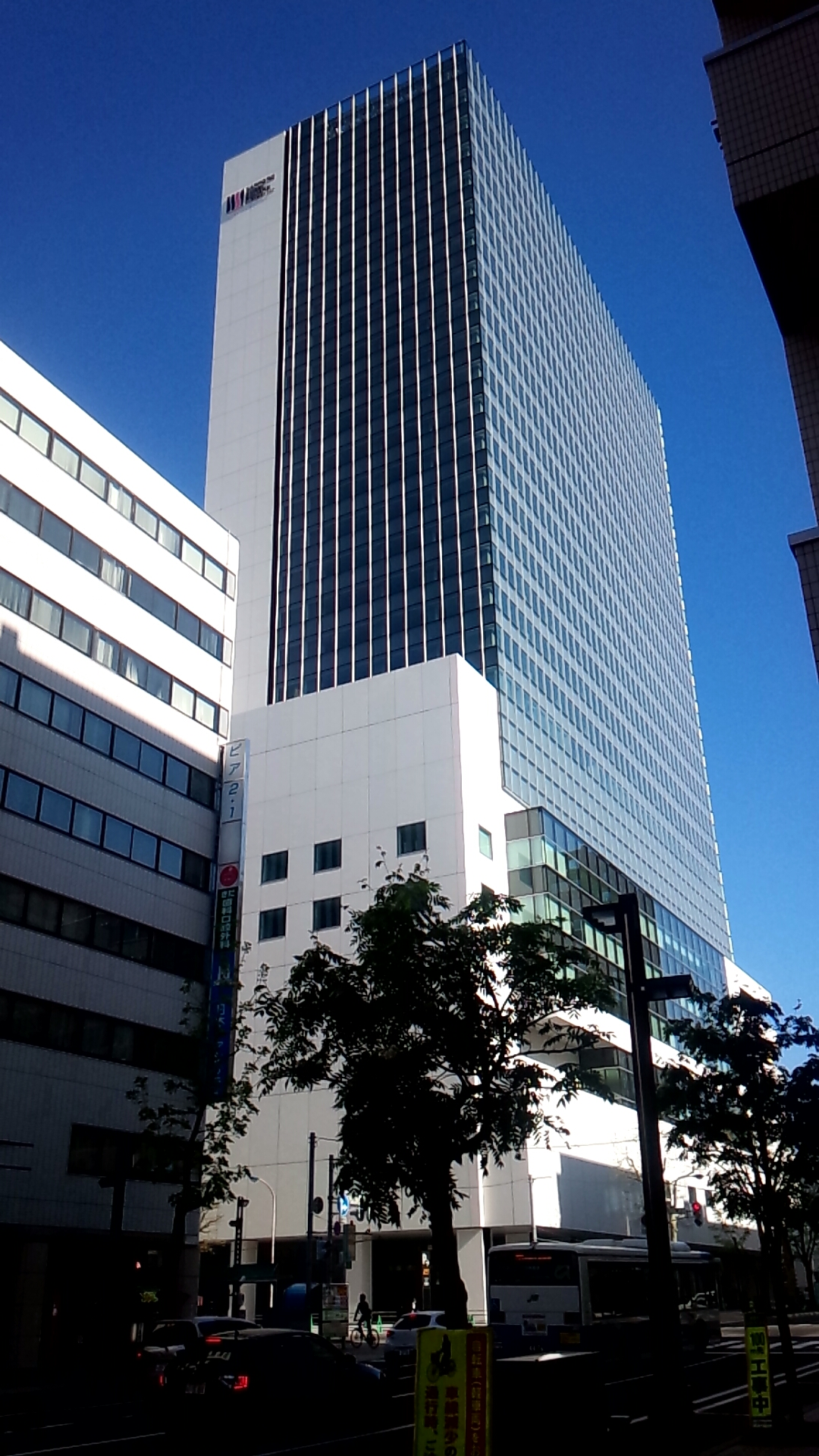
札幌市中央区にある朝日新聞北海道支社
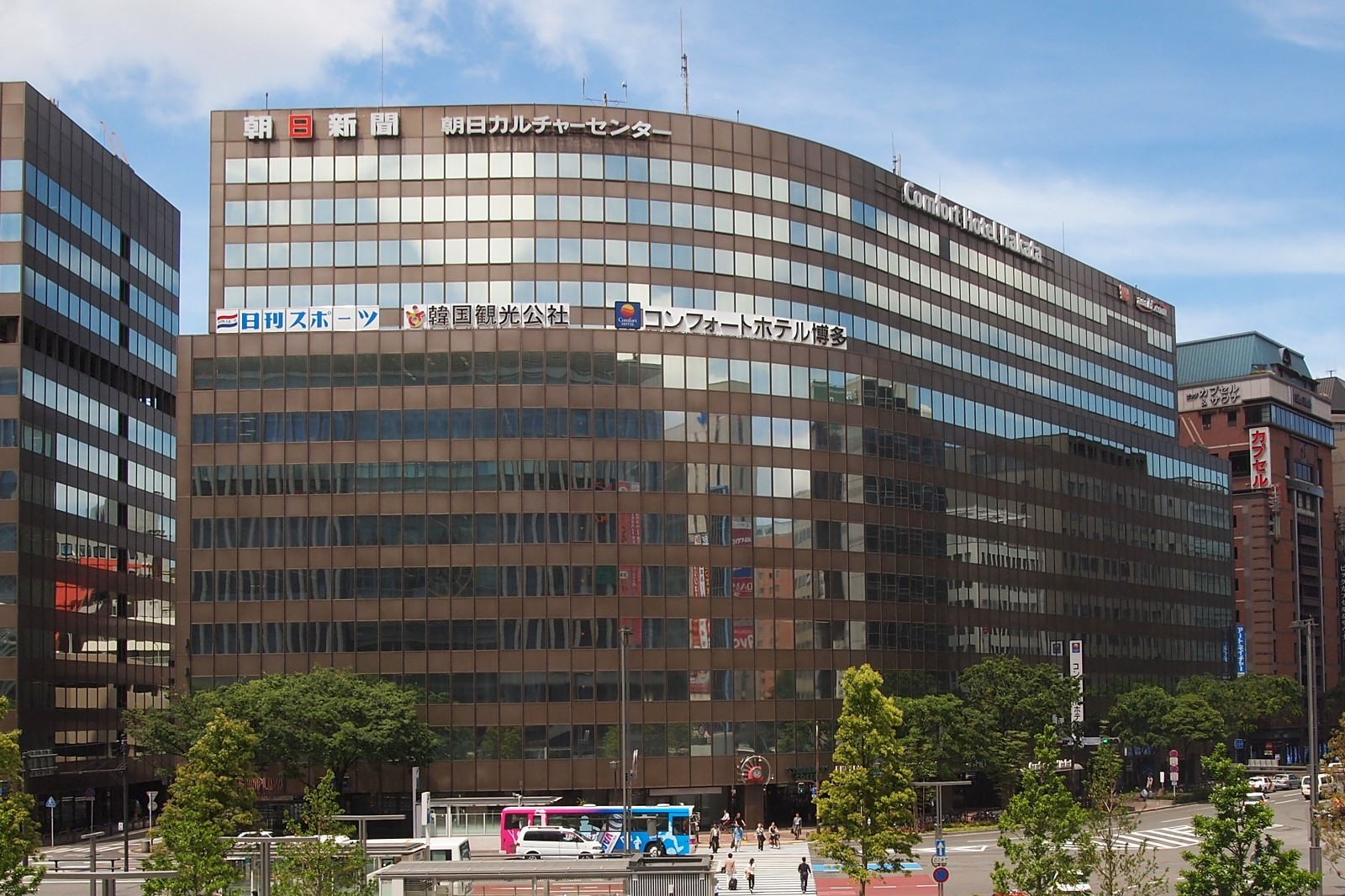
福岡市博多区博多駅前にある朝日新聞福岡本部

### 取材拠点
国内
東京、大阪、名古屋、西部（福岡）の4ヶ所の「本社」、北海道に1ヶ所の「支社」、県庁所在地に43ヶ所の「総局」、その他地方主要都市に84カ所の「支局」と34か所の「地区担当」が存在する。
海外
ワシントンDC（アメリカ）、ロンドン（ヨーロッパ）、カイロ（中東・アフリカ）、バンコク（アジア）、北京（中国）には括弧内の名称の総局を置いている。また、総局の配下には21の支局が主要都市に置かれ、重大事件の際は総局・支局が協力して対応する。国際版の印刷拠点はメヘレン、ニューヨーク、ロサンゼルス、シンガポール、香港の5ヶ所である。
- ヨーロッパ総局（ロンドン）
  - パリ支局
  - ベルリン支局
  - ジュネーブ支局
  - ウィーン支局
  - ローマ支局
  - モスクワ支局
- 中東アフリカ総局（カイロ）
  - エルサレム支局
  - テヘラン支局
  - ナイロビ支局
  - ドバイ支局
- アジア総局（バンコク）
  - ジャカルタ支局
  - マニラ支局
  - ニューデリー支局
  - イスラマバード支局
  - ソウル支局
  - ハノイ支局
- 中国総局（北京）
  - 上海支局
  - 広州支局
  - 瀋陽支局
  - 台北支局
  - 香港支局
- アメリカ総局（ワシントン）
  - ニューヨーク支局
  - ロサンゼルス支局
  - サンパウロ支局
  - ハバナ支局

## 社のシンボル
社旗、題字の背景の図柄は、西日本版（大阪本社、西部本社、名古屋本社）と東日本版（東京本社、北海道支社）の2種類存在する。

### 社旗
社旗は白地に赤で24条の光条を放つ旭日の意匠を上下に2分割した上半分を使用し、さらにそれを左右に2分割した2種類となる。
- 左上：西日本版
- 右上：東日本版

共通して日章の箇所に白抜きで題字と同じ書体の「朝」の文字が入る。7条に見えるが、24条を上下左右に4分割した左上と右上であり、西日本版の右端、東日本版の左端、共通して下端の光条はそれぞれ半分の幅（0.5条）しかない。西日本版は竿元（旗竿に結ぶ側）が右側となる珍しい旗でもある。

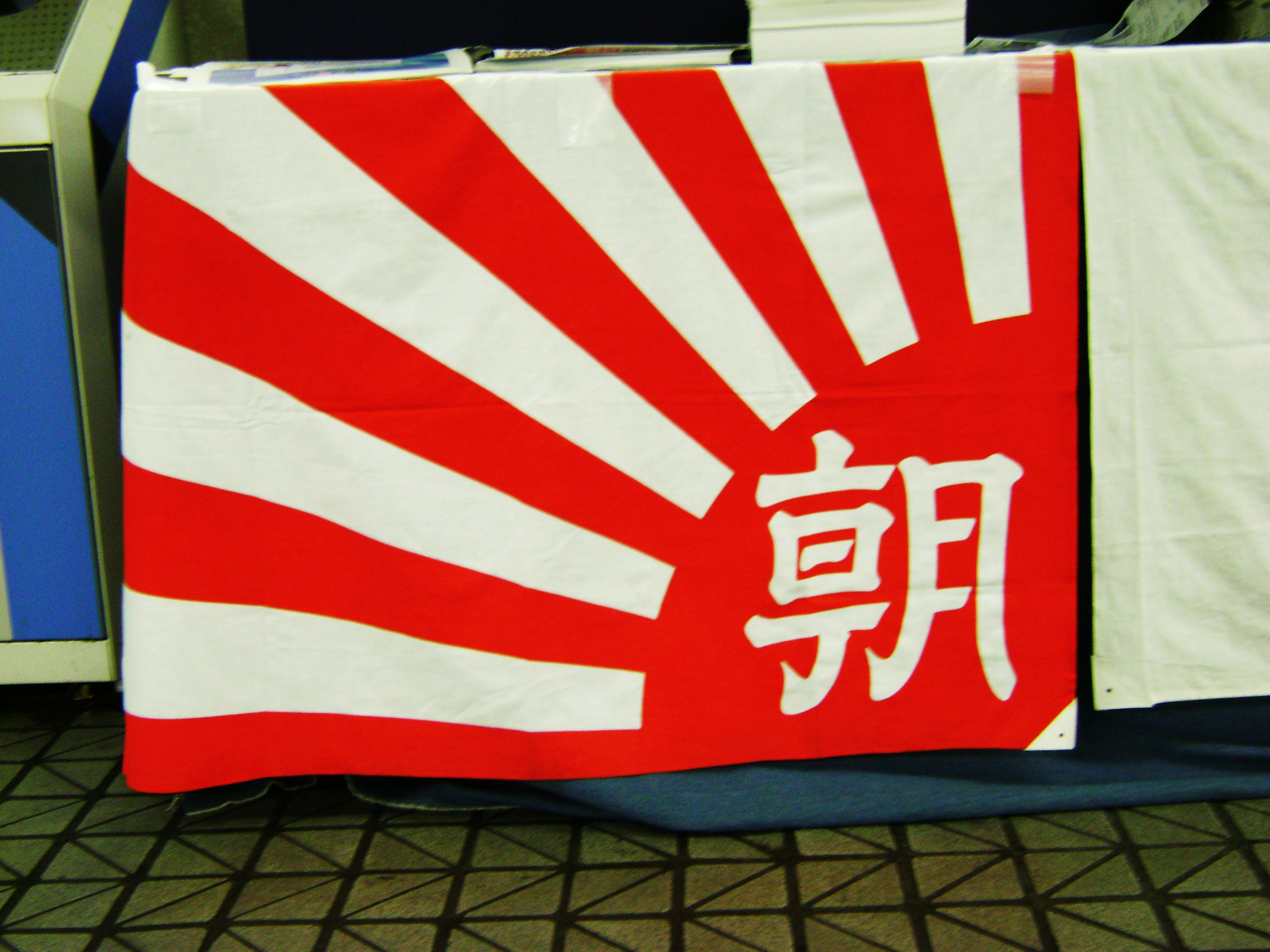
社旗（西日本版）
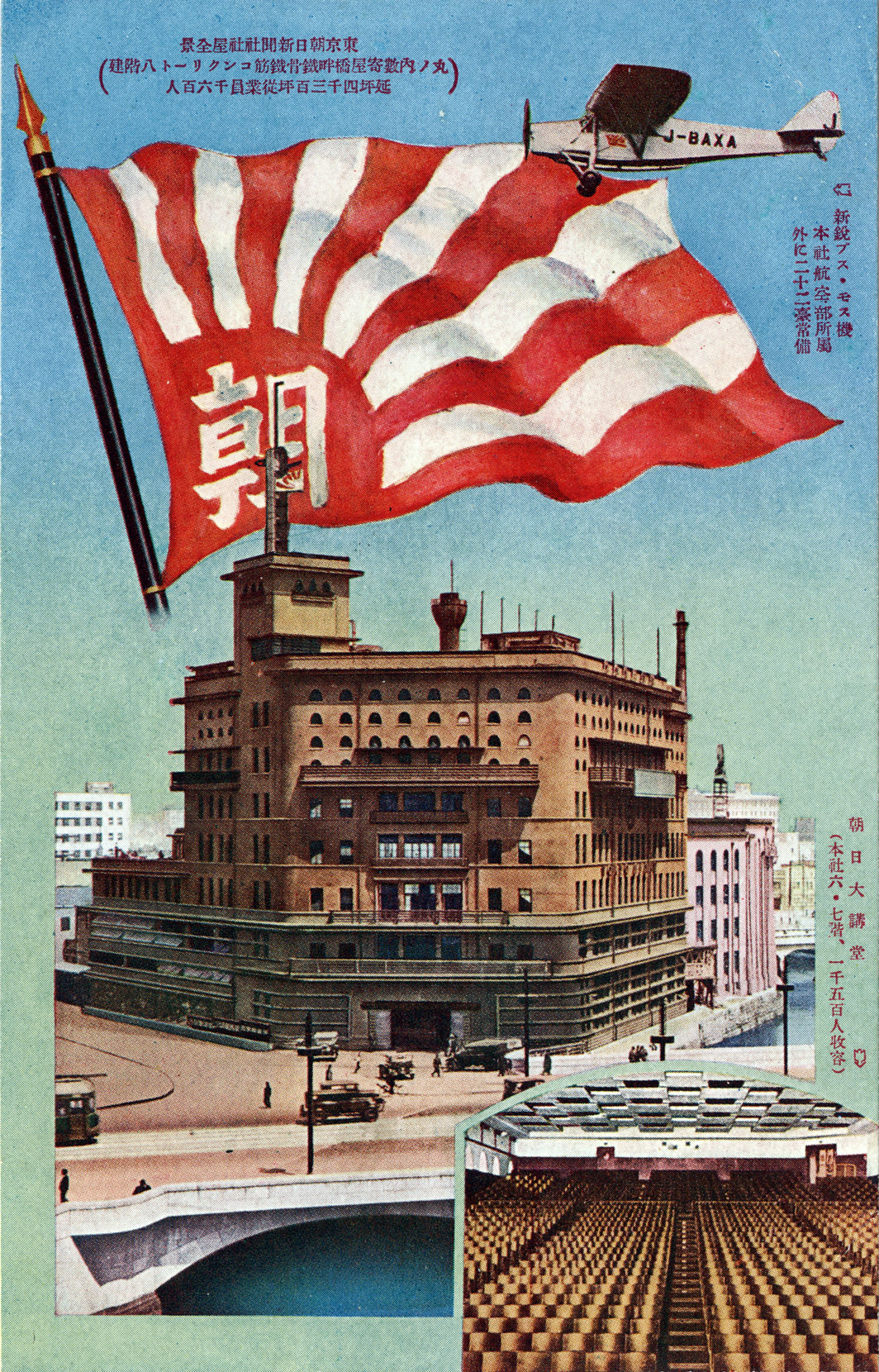
社旗（東日本版）

### 社章
社章は各本社共用で、16条の光条を放つ旭日の意匠を上下に2分割した上半分を使用し、光条の端部は旭日章のように谷方向へ入り込むデザインとなる。社旗と異なり「朝」の文字は入らない。

### 題字の背景の図柄
全く異なる植物の2種類となる（詳細は朝日新聞#題字・地紋を参照）。
- 葦：西日本版
- 桜：東日本版

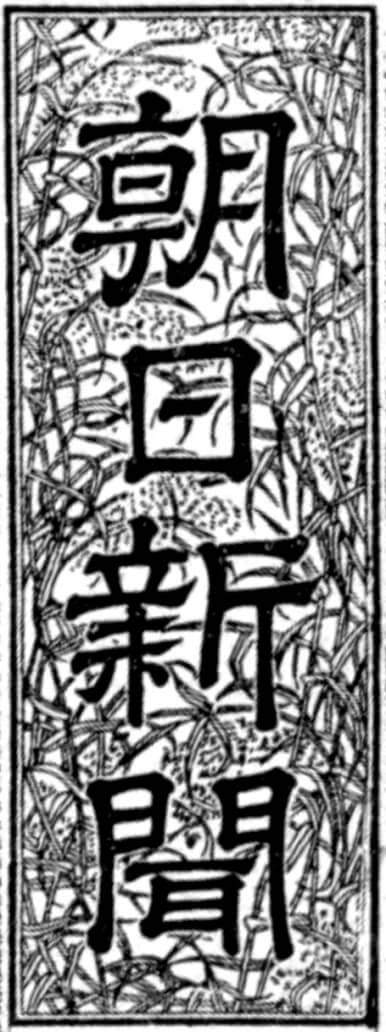
西日本版の図柄は葦
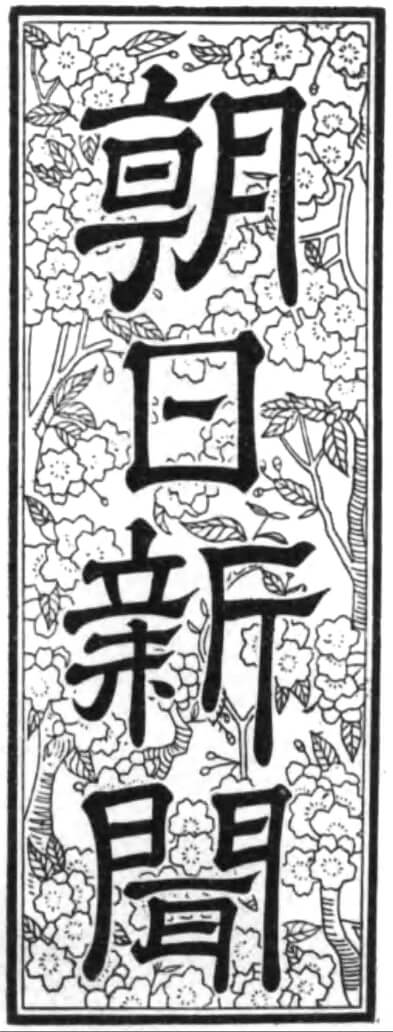
東日本版の図柄は桜

### 楽曲
社歌として規定された楽曲は無いが、1979年（昭和54年）の創刊100周年を記念して作られたものを中心に以下の関連楽曲がある。
- 「町から村へ」

作詞：河西新太郎 作曲：古関裕而 歌：伊藤久男
宣伝歌。1952年（昭和27年）に日本コロムビアがSP盤（規格品番：SPR1451）を製造。2020年（令和2年）発売のアルバム『古関裕而秘曲集 〜社歌・企業ソング編』ディスク1（COCP-41334）のトラック16に収録された。
- 「朝日のひかり -朝日人の歌-」

作詞：遠藤清一 補作：岩谷時子 作曲：いずみたく 歌：立川清登
第5回朝日会全国大会開催記念。朝日ソノラマがソノシートを製造し、創刊100周年記念盤にも収録された。
- 「大淀川の水澄んで」

作詞：志村和雄 作曲：米村博実 歌：朝日100周年記念合唱団
- 「朝日人」

作詞：手塚光麿 作曲：浅野昭太郎 歌：朝日100周年記念合唱団
- 「われら朝日の」

作詞：下条義次 作曲：亀沢芳久 歌：朝日100周年記念合唱団
上記3曲は朝日ソノラマ製造の創刊100周年記念盤（SS-4029）2枚組に「朝日のひかり」および「栄冠は君に輝く」「大会行進曲」と併せて収録。
- 「マーチ1979 栄光めざして」

作曲・編曲：芥川也寸志
- 行進曲「朝をたたえて」

作詞：足立百合子 作曲：山本信一、湯山昭 編曲：湯山昭 歌：佐藤光政
上記2曲はCBS・ソニー製造の創刊100周年記念盤（YDSB-10）のA面/B面に収録。

## 株主
創業家の村山家と上野家の保有割合が多いのが特徴。
2008年（平成20年）6月6日、社主の一人である村山美知子は自身の保有する株式のうち38万株（11.88%）をテレビ朝日に、31万9千株を自身が理事長を務める公益財団法人香雪美術館に譲渡した。
2009年（平成21年）5月、朝日新聞社従業員持株会が筆頭株主となる。

## 沿革
- 1879年（明治12年）1月8日 - 木村平八・木村騰の親子によって大阪・江戸堀（現在の大阪市西区の一部）に於いて朝日新聞社創立。同年1月25日に朝日新聞が創刊する。「朝日」の由来は、「旭日昇天 万象惟明」を基に、編集主幹だった津田貞の提案「毎朝、早く配達され、何よりも早く人が手にするもの」から。
- 1881年（明治14年）1月 - 村山龍平が木村親子より朝日新聞社の経営権を譲り受け、上野理一と共に経営に着手。
- 1882年（明治15年） - 政府と三井銀行から極秘裡に経営資金援助を受け始め、経営基盤を固める。
- 1885年（明治18年） - 大阪四ツ橋筋の旧宇和島藩蔵屋敷の建屋に本社を移す。
- 1888年（明治21年）7月10日 - 「めさまし新聞」を買収し、東京に進出（同紙は「東京朝日新聞」に改題し、それに伴い、大阪は翌年1月3日「大阪朝日新聞」に改題）。
- 1893年（明治26年）8月1日 - 美術雑誌『国華』（1889年創刊）の編集・経営に進出。
- 1895年（明治28年）10月 - 大阪本社を村山合名大阪朝日新聞会社、東京本社を村山合名東京朝日新聞会社にそれぞれ改組。
- 1908年（明治41年）10月1日 - 大阪及び東京の両社が合併し、朝日新聞合資会社に改組。
- 1915年（大正4年）8月18日 - 大阪朝日新聞が第1回全国中等学校優勝野球大会（現：全国高等学校野球選手権大会）を大阪府豊中村（当時）の豊中球場で開催。
- 1916年（大正5年） - 四ツ橋筋を挟んだ地に新社屋が完成。
- 1919年（大正8年）7月31日 - 株式会社朝日新聞社に改組[注 2]。
- 1922年（大正11年）2月25日 - 『旬刊朝日』創刊。4月2日発売号より週刊化し『週刊朝日』に。
- 1923年（大正12年）1月11日 - 東京〜大阪間に定期航空路を就航。
- 同年 1月25日 - 『アサヒグラフ』創刊（2000年休刊）。
- 同年 3月 - 『アサヒスポーツ』創刊（1956年休刊）。
- 同年 11月 - 『コドモアサヒ』創刊（現・朝日小学生新聞）。
- 1924年（大正13年）10月5日 - 『朝日年鑑』を初めて市販（2000年休刊）。10月に『婦人』創刊。
- 1926年（大正15年） - 航空部を発足。
- 同年4月1日 - 『アサヒカメラ』創刊。
- 1927年（昭和2年）3月20日 - 東京朝日新聞社の新社屋が有楽町に移転。
- 1929年（昭和4年）1月1日 - 「朝日賞」を創設。第1回朝日賞に坪内逍遥、前田青邨らが選ばれる。
- 1933年（昭和8年）11月24日 - 社長の村山龍平が死去。後任は上野社主家2代目の上野精一（12月6日付）。
- 1934年（昭和9年）4月18日 - 主筆制を敷く。大阪朝日主筆高原操、東京朝日主筆緒方竹虎。
- 1935年（昭和10年） - 朝鮮、台湾、満州国在住の読者向けに「外地版」の制作に着手（1945年日本の敗戦で廃刊）。
- 同年2月 - 門司支局を「九州支社」に昇格（現・西部本社）。
- 同年10月 - 「名古屋支社」を設立（現・名古屋本社）。
- 1936年（昭和11年）2月26日 - 二・二六事件で反乱軍が東京朝日新聞の社屋を襲撃。
- 1936年（昭和11年）5月21日 - 大阪と東京の主筆を一本化し、緒方竹虎が主筆に。緒方は5月25日付で代表取締役にも就任。
- 1937年（昭和12年） - 社有機「神風」が訪欧飛行し、94時間17分56秒の世界新記録を樹立。
- 1940年（昭和15年）5月25日 - 村山社主家2代目の村山長挙が社長就任。
- 同年9月1日 - 東京本社、大阪本社、西部本社、中部本社（現・名古屋本社）の4本社体制をとり、東京・大阪に分かれていた題号を現在の『朝日新聞』に統一。
- 1941年（昭和16年）11月1日 - 『科学朝日』創刊（後に『サイアス』と改称、2000年休刊）。
- 1942年（昭和17年） - ゾルゲ事件で東京本社政治経済部長田中慎次郎（3月15日）、同部員磯野清（4月28日）が検挙。この事件で緒方竹虎主筆は編集責任担当者を解かれ、大阪本社派の西部本社代表（代表取締役専務取締役）原田譲二が後任に（6月15日付）。反緒方勢力台頭のきっかけとなる。
- 1943年（昭和18年）12月27日 - 社長の村山長挙が緒方竹虎を主筆から解任し、副社長に棚上げする。
- 1944年（昭和19年）7月22日 - 副社長の緒方竹虎が退社し、小磯内閣の国務大臣兼情報局総裁に就任。
- 1945年（昭和20年）4月7日 - 鈴木貫太郎内閣成立で、元副社長の下村宏が国務大臣兼情報局総裁に就任。
- 1945年（昭和20年）8月17日 - 東久邇宮内閣成立で、元副社長の緒方竹虎が国務大臣兼内閣書記官長兼情報局総裁に就任。翌18日には元論説委員前田多門が文相就任。首相秘書官に論説委員太田照彦、緒方の秘書官に記者・中村正吾、内閣参与に元記者・田村真作と、「朝日新聞内閣」の観を呈する。
- 同年11月5日 - 戦争責任明確化のため、社長の村山長挙以下幹部が辞任。東京非常対策本部長（元東京本社編集局長・ジャワ新聞社長）野村秀雄が代表取締役就任。
- 1947年（昭和22年）
  - 6月6日 - 昭和天皇が大阪本社に行幸（昭和天皇の戦後巡幸）[9]。
  - 6月23日 - 東京本社代表兼論説委員室主幹長谷部忠が会長就任。長谷部は同年11月25日付で代表取締役にも就任。
- 同年11月1日 - 公職追放で、村山長挙と上野精一が社主から追放。
- 1949年（昭和24年）11月25日 - 会長・長谷部忠が社長に就任。
- 1950年（昭和25年）7月28日 - 各報道機関でレッドパージが始まる。初日の朝日新聞社の解雇者は72人で報道機関最多[10]。
- 1951年（昭和26年）8月8日 - 村山長挙と上野精一が社主に復帰。
- 同年11月30日 - 長谷部忠社長退陣。村山長挙が会長就任、東京本社編集局長信夫韓一郎を代表取締役とする。
- 1952年（昭和27年）9月1日 - 現行の「朝日新聞綱領」を制定。
- 1954年（昭和29年）1月20日 - 英字紙『ASAHI EVENING NEWS』創刊（後にヘラルド朝日と改称、2011年休刊）。
- 1959年（昭和34年）2月14日 - 「北海道支社」を設立[11]（同年6月1日よりファクシミリによる現地印刷・発行を開始[12]）。
- 同年3月15日 - 『朝日ジャーナル』創刊（1992年休刊）。
- 同年9月9日 - ソノシート雑誌発行のため、朝日ソノプレス設立（1966年9月9日に朝日ソノラマに社名変更）。
- 1960年（昭和35年）6月29日 - 会長の村山長挙が社長に、上野精一社主が会長に復帰。翌30日付で信夫韓一郎が代表取締役専務取締役を辞任。
- 同年10月 - ベルマーク運動を開始[13]。
- 1961年（昭和36年）5月1日 - 東京本社で伝書鳩廃止[14]（1959年に名古屋本社において廃止[15]、大阪本社は最後まで伝書鳩が残っていたが1966年8月31日に廃止[14]）。
- 1963年（昭和38年）12月24日 - 村山社主家が常務取締役東京本社業務局長の永井大三を解任。社内紛争「村山事件」が始まる。
- 1964年（昭和39年）1月20日 - 村山長挙社長、上野精一会長辞任。西部本社代表に左遷されていた広岡知男ら4人が代表取締役就任。
- 同年（昭和39年）11月17日 - 元常務取締役の美土路昌一顧問が社長就任。
- 1967年（昭和42年）7月21日 - 美土路昌一社長退任。後任に代表取締役専務取締役広岡知男が就任。
- 1971年（昭和46年）7月21日 - 緒方竹虎の主筆解任以来空席となっていた主筆を、社長の広岡知男が兼任。社長と主筆の兼務は朝日新聞社史上初。
- 1973年（昭和48年）1月23日 - 大蔵省から土地交換により中央区築地5丁目2番25号、面積4645㎡を取得。同年2月12日、大蔵省から金銭により中央区築地5丁目2番1号、面積1万35㎡を購入。
- 1977年（昭和52年）12月21日 ‐ 広岡知男社長兼主筆が会長に。後任社長に代表取締役副社長の渡辺誠毅、主筆は空席。
- 1979年（昭和54年）1月25日 ‐ 大阪本社創刊100周年。
- 同年11月18日 - 第1回東京国際女子マラソン大会を開催。
- 1980年（昭和55年）3月21日 - 広岡知男会長失脚。
- 同年4月23日 - 東京本社が東京都中央区築地に新築移転。鉛活字を使わない電算写植新聞制作システム『ネルソン』導入。
- 1987年（昭和62年）5月3日 - 兵庫県西宮市の阪神支局で記者殺傷事件が発生。「赤報隊」と名乗る者から犯行声明（未解決のまま2003年に時効成立）。
- 1988年（昭和63年）5月17日 - 『AERA』創刊。
- 同年6月 - 大阪本社を最後に、鉛活字による新聞制作が終了。全本社が『ネルソン』に完全移行。
- 同年7月10日 - 東京本社創刊100周年。
- 同年10月14日 - 『ASAHIパソコン』創刊（2006年3月15日号をもって休刊）、ASAHIパソコンネット（現ASAHIネット）サービス開始。
- 1989年（平成元年） - 『知恵蔵』創刊（2006年11月発売の2007年版をもって休刊）。
- 同年 - 西部本社管轄の福岡総局（福岡市博多区博多駅前福岡朝日ビル）が「福岡本部」に格上げ。
- 同年9月 - 富山県の管轄が大阪本社から東京本社に変更される[注 3]。
- 同年10月1日 - 朝日新聞社、日刊スポーツ新聞社、テレビ朝日（当時の登記上正式社名「全国朝日放送」）、朝日放送（ABC）[注 4]が中心となって「株式会社衛星チャンネル」設立。通信衛星を利用したケーブルテレビ向けコンテンツ「衛星チャンネル（現・朝日ニュースター）」の番組配信を開始（1993年にスカイポートTVでの放送事業に昇格。1997年にパーフェクTV向けのデジタル放送開始）。
- 1993年（平成5年）10月20日 - 東京本社社長応接室内で拳銃使用自殺事件[注 5]。
- 1994年（平成6年）4月1日 - 東京本社拳銃発砲人質立てこもり事件。
- 1996年（平成8年） - 西部本社の編集・新聞制作機能が福岡本部に移転。
- 2001年（平成13年）1月1日 - 「報道と人権委員会」が発足[16]。
- 同年4月2日 - ヘラルド朝日創刊。
- 2003年（平成15年）6月 - 西部本社が北九州市小倉北区砂津の旧社屋から同区室町のリバーウォーク北九州内に新築移転。
- 2004年（平成16年）10月1日 - 無料会員サービス『アスパラクラブ』開始。
- 同年1月1日 - 南極支局を開設。
- 2005年（平成17年）4月16日 - コンピュータ製作による新聞製作システムをメーンフレームの「ネルソン」から新メディア系システムに移行、経営営業系システム等と統合へ。
- 2006年（平成18年）10月1日 - ジャーナリスト学校発足。
- 2007年（平成19年）4月 - 大阪本社のビル3棟（朝日新聞社と朝日ビルディングが所有）を建て替える「大阪・中之島プロジェクト」を発表。2009年に新朝日ビルディングを解体し、大阪本社新社屋やフェスティバルホールが入居する新ビルを建設し、2013年頃を目処にオープンさせる。大阪朝日ビル、朝日新聞社ビルに関しても、2010年代後半を目処にオフィスビルとして建設する[17]。
- 同年6月26日 - 秋山耿太郎社長の改革路線で、30年間空席となっていた主筆にCIA協力者リストに名前が挙がっている[18]船橋洋一を起用。
- 同年9月末 - 解散した朝日ソノラマの出版物・事業・商標・債務を引き継ぐ。
- 同年10月1日 - 朝日新聞社と読売新聞グループ本社、日本経済新聞社の3社がインターネット分野における共同事業及び販売事業における業務提携、システム障害と災害時における新聞発行の相互援助協定を締結することを発表。
- 2008年（平成20年）3月31日 - 島根県西部（石見地方）の管轄が西部本社から大阪本社に変更される。島根県内では元々大阪本社管轄であった県東部（出雲・隠岐地方）と合わせ、全県が大阪本社管轄となる[注 6]。
- 同年4月 - 出版部門を分社し、株式会社朝日新聞出版を設立。
- 同年6月6日 - テレビ朝日が村山美知子から発行済株式の11.8%を取得して第4位の株主となり、朝日新聞社・テレビ朝日相互間での持ち合い関係を確立したと発表。同時に持ち合いによる議決権の相殺を防ぐため、朝日新聞社の保有するテレビ朝日株式を売却し、9月末までに保有比率を25%未満にすることが発表された[注 7]。
- 同年11月 - 2008年9月中間連結決算の最終損益が103億円の赤字に転落したと発表。2000年に中間決算公表を開始した後は初めてのこと。
- 2009年（平成21年）5月 - 2009年3月期連結決算の最終損益が139億円の赤字に転落したと発表。1919年に株式会社化した後は初めてのこと。
- 同年6月 - アカウント名「asahi」でTwitterへの投稿を開始[19]。
- 同年9月1日 - 朝日インタラクティブ株式会社を設立し、株式会社シーネットネットワークスジャパンが運営してきたCNET Japan、ZDNet Japanなどのサイト運営事業を継承。
- 同年10月14日 - 中日新聞社と2011年春を目処に新聞の印刷で相互委託し合うことで提携したと発表[20]。
- 2010年（平成22年）1月18日 - 和歌山県の夕刊紙である紀伊民報から記事の配信を受ける業務提携（同年4月1日から開始）に合意したと発表[21]。
- 同年3月31日 - 西部本社が大分県と佐賀県の一部地域で行っていた朝夕刊セット制を廃止。これにより、西部本社管内に於いての朝夕刊セット地域は福岡県全域と山口県西部の一部のみとなった。
- 同年5月1日 朝刊1部売りの値段を130円から150円に値上げ。夕刊1部売りと宅配の月ぎめ購読料は据え置き。
- 同年5月27日 - ソニー、KDDI、凸版印刷、朝日新聞社の4社共同で電子書籍の事業企画会社を設立すると発表[22]。7月1日に電子書籍配信事業準備として発足し、11月24日に電子書籍配信事業会社「ブックリスタ」となった[23]。
- 同年6月- 45歳以上の早期退職者を募る「転身支援制度」の実施を決定。
- 2011年（平成23年）4月1日 - 富山県の管轄が、東京本社から大阪本社に変更され、21年半ぶりに大阪発行に戻る[注 8]。
- 2011年（平成23年）5月18日 - 電子新聞「朝日新聞デジタル」創刊。
- 2012年（平成24年）3月31日 - 朝日ニュースターの事業をテレビ朝日直営に一本化するため、運営会社「株式会社衛星チャンネル」の法人格消滅。これにより、朝日新聞社制作・提供番組は大幅削減される。
- 同日 - 西部本社が福岡県と山口県の大部分で行っていた朝夕刊セット制を廃止、同本社の夕刊発行エリアは福岡市と北九州市及び山口県下関市の一部のみとなる。
- 2012年（平成24年）10月13日 - 名古屋本社が土曜日付の夕刊を廃止。
- 2014年（平成26年）4月1日 - 消費税の8%増税に伴い、月極購読料を朝夕刊セット4,037円、朝刊統合版3,093円に改定（1部売りは朝・夕刊とも変わらず）。同日、朝夕刊セットの読者向けに、特典電子版のサービスを開始。
- 同年8月5日・6日 - 32年前の1982年9月2日大阪本社版朝刊社会面に初掲載した吉田清治の証言にもとづき1990年代初めまでの計16回掲載した、慰安婦に関する記事は裏付けが得られず虚偽であったと特集報道[24]。
- 同年9月11日 - 木村伊量社長や取締役編集担当らが同年5月20日記事の吉田調書に関して作業員は撤退と報じた事は誤報であったと訂正し謝罪会見。同年8月5日には慰安婦に関する吉田清治の証言を虚偽と訂正を報じた後、謝罪会見がないとの指摘があったが、この会見で付随して謝罪した[25]。また、二日後13日付け社説や1面コラムでも謝罪した[26]。
- 同年10月9日 - 朝日新聞の慰安婦報道の第三者委員会初会合。中込秀樹委員長、岡本行夫、北岡伸一、田原総一朗、波多野澄雄、林香里東京大学大学院情報学環教授、保阪正康の委員計7名[27]。
- 同年10月11日 - 第三者機関「報道と人権委員会」（2001年発足）に吉田調書報道の審査・見解を求めた[28]。
- 同年10月14日 - 「信頼回復と再生のための委員会」発足。吉田証言、吉田調書、新聞ななめ読み掲載見合わせなど一連の問題うけた委員会。委員は江川紹子、国広正弁護士、志賀俊之、古市憲寿、社内委員は上席執行役員飯田真也委員長ほか3名計8名[29]。
- 同年10月15日 - 第67回新聞大会で社長の木村伊量は吉田調書記事の取り消しほか、吉田証言や新聞ななめ読み連載中止問題など一連の混乱を招き、新聞業界全体の信頼を大きく損なわせたと詫び謝罪した[30]。
- 同年12月5日 - 臨時株主総会と臨時取締役会を開き、従軍慰安婦報道や吉田調書記事などの責任をとり木村伊量社長の辞任を決定。渡辺雅隆が社長就任[31]。
- 2015年（平成27年）1月9日 - PC17台がコンピュータウイルスに感染し、社外との電子メールが漏洩したことが判明[32]。
- 2017年（平成29年）12月25日 - 「徹底検証『森友・加計事件』　朝日新聞による戦後最大級の報道犯罪」の記述を巡り文芸評論家小川榮太郎と出版元の飛鳥新社を名誉毀損として提訴した[33][34]。

- 2020年（令和2年）11月13日 - 労組との会合で、渡辺雅隆代表取締役が就任してからの6年間で朝日新聞の発行部数が185万部減少し、2020年度決算が創業以来の約170億円という大赤字に陥る見通しとなったことを発表し、渡辺雅隆代表取締役は経営責任を取って、2021年春に退任する意向を示唆した。また、2020年時点で約4,400人いる社員を、希望退職を実施するなどして約3,900人まで削減する考えを示した。
- 2021年（令和3年）1月 - 勤続10年以上、45歳以上を対象に早期希望退職者を100名規模で募集を開始。3月末に111名の応募があった。[35]
  - 7月1日 - 月極購読料を朝夕刊セット4,400円、朝刊統合版3,500円に、1部売り料金を朝刊160円、夕刊60円にそれぞれ改定。改定自体は7年3ヶ月ぶりであるが、消費増税を伴わない改定は1993年12月以来、27年7カ月ぶりとなる。このことについて朝日新聞社は製作過程での合理化、人件費や経費節減、ならびに新型コロナウィルスの蔓延で販売・広告収入が減る一方で新聞製作コストは高くなっていること、深刻な人手不足などで戸別配達を維持することも難しくなってきたこと、新聞業界全体が同じような状況で、日本経済新聞社や読売新聞社など全国紙や地方紙が購読料をすでに見直す中での経営努力が限界に達したことを上げており、6月10日に社告と公式サイトで読者に通知した。
- 2022年（令和4年）6月30日 - 21年度に続き勤続10年以上、45歳以上を対象に早期希望退職者を200名規模で募集を開始。21年度と異なり50歳未満の次長職以上も対象とした。全ての対象者への面談も実施され21年度のものよりも質・量ともに大規模なものとなった。
- 2023年（令和5年）
  - 3月 - 南東北3県向けの朝刊を印刷してきた仙台工場を閉鎖すると発表。印刷は3月20日の朝刊から仙台市の河北新報社に委託へ。
  - 3月 - 北海道の道東・道北・日高エリアの一部で、印刷・輸送、販売所からの代金回収などの業務を北海道新聞社とグループ会社である道新販売センター（同市厚別区）に包括委託を発表。印刷・輸送は3月20日付朝刊からその他の業務は4月1日から実施[36]。
  - 5月1日 - 月極購読料を朝夕刊セット4,900円、朝刊統合版4,000円に、1部売り料金を朝刊180円、夕刊70円にそれぞれ改定予定[37][38]。
  - 5月1日 - 名古屋本社が夕刊を廃止。愛知、岐阜、三重の３県が対象で約3.9万部。[39]
  - 7月末日 - 秋田・横手支局、茨城・つくば支局を廃止。
  - 8月末日 - 大阪本社・経済部を廃止。東京・東部支局、東京・武蔵野支局、神奈川・横須賀支局、シンガポール支局、ブリュッセル支局、バグダッド支局を廃止。
  - 9月末日 - 山形・酒田支局、青森・八戸支局を廃止。
  - 11月末日 - 石川・輪島支局、山口・岩国支局、宮崎・延岡支局を廃止。
  - 12月末日 - 千葉・柏支局、神奈川・相模原支局、長野・飯田支局を廃止。
- 2024年（令和6年）
  - 2月1日- 2025年春から、長野県全域の朝刊印刷を、信濃毎日新聞社に委託することを決定。対象地域の朝刊部数は2万7000部（24年1月）。25年春の藤岡工場（日刊スポーツＰＲＥＳＳ運営）の閉鎖に向けた対応。[40]
  - 1月31日 - 宮崎・都城市局、大分・日田市局を廃止。
  - 2月7日- 北海道内の夕刊を3月末で休止すると発表。道内の夕刊発行部数は2月1日現在で約1万3000部[41]。
  - 3月31日 - 佐賀・武雄支局、山口・萩支局、三重・松阪支局、岐阜・岐阜東部支局、愛知・豊田支局を廃止。
  - 3月31日 - 北海道支社発行の夕刊が廃止。[42]
  - 9月30日 - 静岡県、山口県、福岡県で夕刊の発行を廃止[43]。
- 2025年（令和7年）
  - 3月23日 - 長野県塩尻市の信濃毎日新聞塩尻製作センターで受託印刷を開始。長野全県分約2万5000部を印刷。[44]
  - 3月24日 - 群馬県藤岡市で印刷している新潟県内一部地域向けの朝日新聞朝刊約1万4000千部を新潟日報社に印刷を委託。これにより新潟県全域分の約2万7000部を委託することになった。[45]
  - 3月31日 - 若者モノ向けメディア＆コミュニティの『朝日新聞DIALOG』を終了。
  - 7月31日 - 東京・大阪本社で発行している土曜日の夕刊を廃止。[46]

## 業績推移
| 年度     | 売上高  | 営業利益 | 経常利益 | 当期純利益 |
| -------- | ------- | -------- | -------- | ---------- |
| 2003年度 | 602,301 | 27,247   | 27,381   | 12,680     |
| 2004年度 | 613,033 | 29,781   | 33,870   | 19,291     |
| 2005年度 | 610,910 | 21,479   | 24,446   | 8,798      |
| 2006年度 | 598,415 | 20,888   | 26,593   | 11,554     |
| 2007年度 | 572,918 | 18,573   | 22,240   | 4,647      |
| 2008年度 | 537,278 | 3,425    | △327     | △13,914    |
| 2009年度 | 470,297 | △4,098   | △2,032   | △3,346     |
| 2010年度 | 466,534 | 10,567   | 15,473   | 5,064      |
| 2011年度 | 476,179 | 9,286    | 12,841   | 16,350     |
| 2012年度 | 471,959 | 11,634   | 17,323   | 11,925     |
| 2013年度 | 469,522 | 9,889    | 16,979   | 12,848     |
| 2014年度 | 436,136 | 7,572    | 13,159   | 5,452      |
| 2015年度 | 420,069 | 12,088   | 18,805   | 3,945      |
| 2016年度 | 400,994 | 7,017    | 15,225   | 8,846      |
| 2017年度 | 389,489 | 7,874    | 15,922   | 12,020     |
| 2018年度 | 375,020 | 8,910    | 16,034   | 10,977     |
| 2019年度 | 353,608 | 2,393    | 13,085   | 10,688     |
| 2020年度 | 293,771 | △7,031   | △507     | △44,194    |
| 2021年度 | 272,473 | 9,501    | 18,925   | 12,943     |
| 2022年度 | 267,031 | △419     | 7,062    | 2,592      |
| 2023年度 | 269,116 | 5,781    | 13,069   | 9,899      |
| 2024年度 | 278,068 | 5,619    | 16,539   | 9,765      |

| 年度     | 売上高  | 営業利益 | 経常利益 | 当期純利益 |
| -------- | ------- | -------- | -------- | ---------- |
| 2003年度 | 406,146 | 20,740   | 19,595   | 9,220      |
| 2004年度 | 406,893 | 22,493   | 22,886   | 10,649     |
| 2005年度 | 402,387 | 15,336   | 15,734   | 4,006      |
| 2006年度 | 387,526 | 13,524   | 14,038   | 3,894      |
| 2007年度 | 376,901 | 12,392   | 13,833   | 5,662      |
| 2008年度 | 344,276 | △1,071   | 673      | 2,770      |
| 2009年度 | 327,900 | △7,126   | △4,258   | △3,125     |
| 2010年度 | 316,779 | 5,992    | 8,747    | 442        |
| 2011年度 | 311,851 | 3,900    | 5,282    | 10,855     |
| 2012年度 | 314,750 | 6,369    | 8,933    | 5,840      |
| 2013年度 | 313,514 | 5,747    | 8,344    | 5,891      |
| 2014年度 | 288,629 | 3,804    | 6,541    | 640        |
| 2015年度 | 274,827 | 7,885    | 11,109   | 3,003      |
| 2016年度 | 262,393 | 2,778    | 6,441    | 2,024      |
| 2017年度 | 255,272 | 3,553    | 6,952    | 5,264      |
| 2018年度 | 245,482 | 4,280    | 8,166    | 5,103      |
| 2019年度 | 239,647 | 189      | 3,634    | 15,148     |
| 2020年度 | 210,286 | △7,406   | △4,753   | △45,887    |
| 2021年度 | 188,198 | 7,940    | 10,990   | 6,054      |
| 2022年度 | 181,950 | △1,923   | 2,482    | △379       |
| 2023年度 | 182,998 | 4,690    | 8,604    | 5,510      |
| 2024年度 | 175,891 | 3,228    | 8,009    | 7,274      |

## 主な出版物
新聞以外の雑誌・定期刊行物・書籍に関しては、2008年（平成20年）4月1日付で新会社「朝日新聞出版」を設立し、業務を移管した。また、朝日小学生新聞と朝日中高生新聞（旧『朝日中学生ウイークリー』）については、子会社の「朝日学生新聞社」が発行している。

### 発行紙

#### 朝日新聞
- 朝日新聞（及び同名のニュースサイト「朝日新聞」）

対象エリア

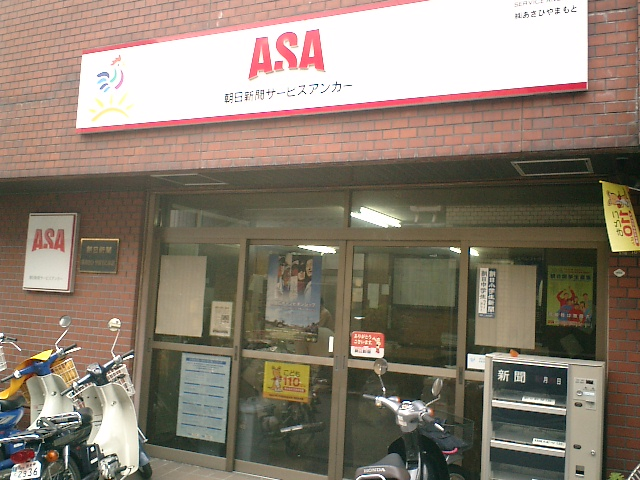
朝日新聞サービスアンカー（ASA）

- 東京本社版：東北地方、関東地方、甲信越地方、静岡県
  - 北海道支社版：北海道

- 名古屋本社版：愛知県、岐阜県、三重県（伊賀市・名張市・熊野市・南牟婁郡を除く）
- 大阪本社版：富山県、石川県、福井県、三重県伊賀市・名張市・熊野市・南牟婁郡、近畿地方、岡山県、鳥取県、島根県、広島県、四国地方
- 西部本社版：九州地方（沖縄県を含む）、山口県

#### その他
- 朝日ウィークリー
- 朝日新聞国際衛星版
- International Herald Tribune/The Asahi Shimbun[注 10]（略称「ヘラルド朝日」、基は夕刊の「Asahi Evening News（朝日イブニングニュース）」で、ヘラトリとの提携により改題。2011年2月28日付をもって休刊後も「インターナショナルヘラルドトリビューン」の日本国内向けの受託発行・印刷は継続していたが、2013年10月にニューヨーク・タイムズとヘラトリが経営統合し「インターナショナル・ニューヨーク・タイムズ」となってから、ジャパン・タイムズへ吸収統合され「The Japan Times / International New York Times」に改題された。ただし朝日新聞社〈東海3県は中日新聞社本部〉との販売業務提携関係は継続）

### 雑誌・定期刊行物
- 朝日新聞縮刷版

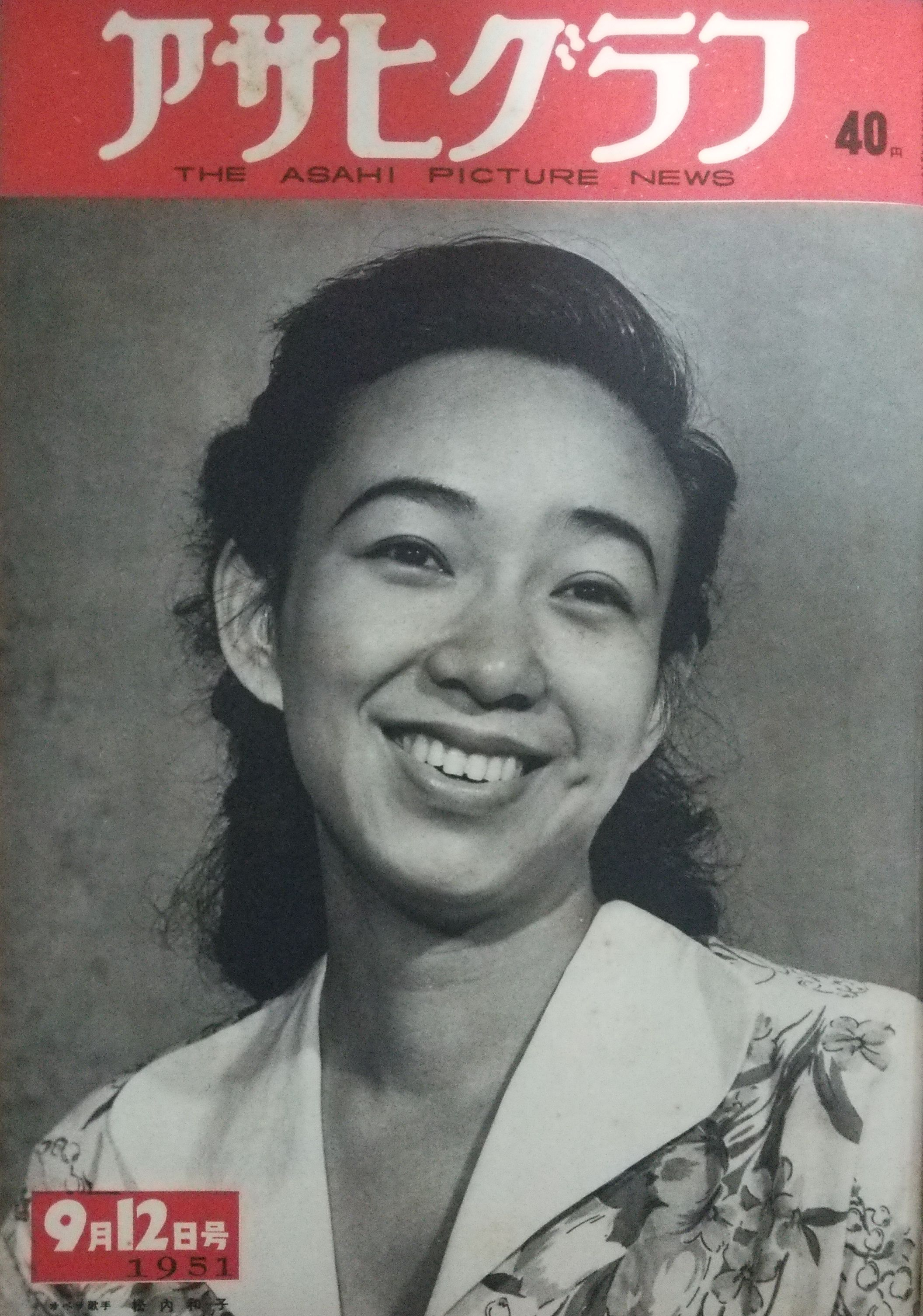
『アサヒグラフ』

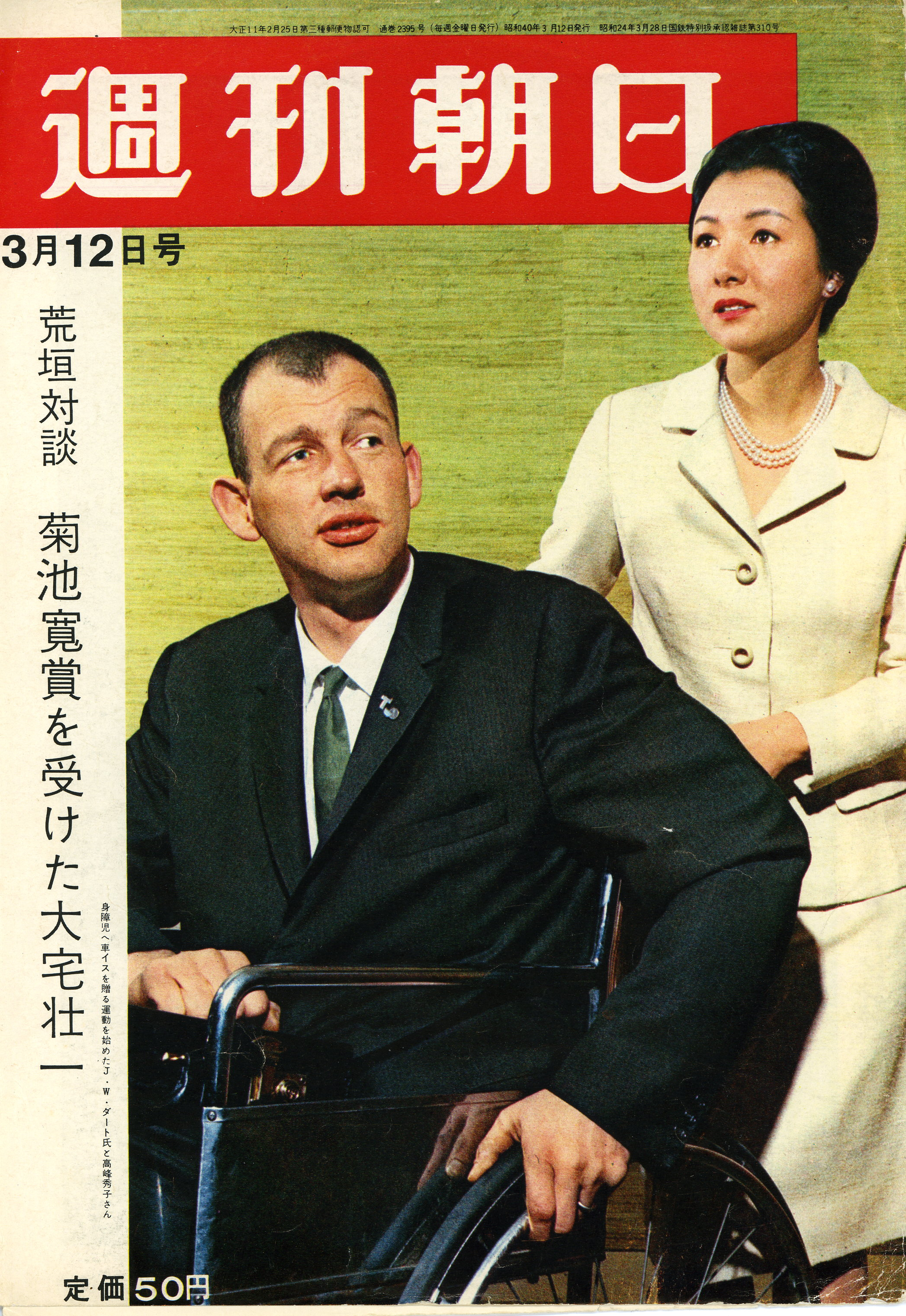
『週刊朝日』

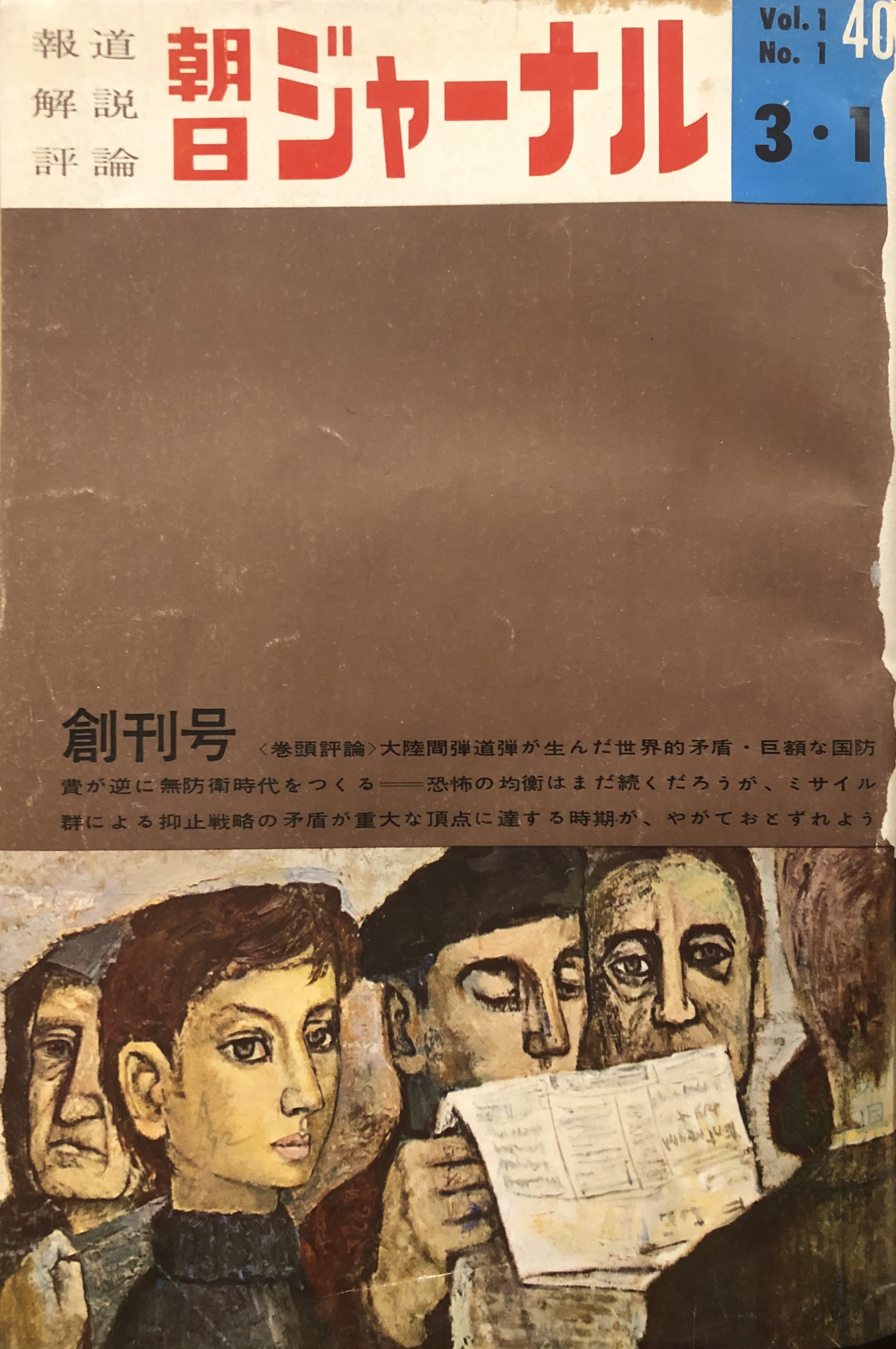
『朝日ジャーナル』

- 週刊朝日（2023年6月9日号をもって休刊）
- AERA
- ジュニアエラ
- 朝日小学生新聞
- 朝日中高生新聞
- 週刊分冊シリーズ
  - 世界100都市
  - 日本の歴史
  - 週刊しゃかぽん
- ASAHIパソコン（2006年3月15日号をもって休刊）
- アサヒカメラ
- 週刊マンガ日本史
- 朝日ビジネスPASO（2003年9月24日号をもってムックに移行）
- アサヒグラフ（2000年10月15日号をもって休刊）
- 月刊Asahi（1994年3月号をもって休刊）
- 科学朝日（後のサイアス、2000年12月号をもって休刊）
- 朝日ジャーナル（1992年5月29日号をもって休刊）
- 論座（2008年4月号をもって休刊）
- 俳句朝日（2007年6月号をもって休刊）
- 短歌朝日
- 朝日年鑑（2000年度版をもって休刊）
- 朝日学習年鑑
- 知恵蔵（紙媒体は2007年版をもって休刊し、用語解説サイト『みんなの知恵蔵』および『kotobank』へ移行）
- 朝日キーワード
- JAPAN ALMANAC
- 民力
- メディカル朝日
- SEVEN（2001年11月6日号をもって休刊）
- 世界の車窓からDVDブック（静岡県、広島県のみ3巻を先行発売）

ちなみに、週刊アサヒ芸能は同社ではなく、徳間書店の雑誌である（同誌の旧名は徳間の由来にあたる新聞「アサヒ芸能新聞」）。

### 書籍・文庫
- 朝日選書
- 朝日新書
- 朝日文庫（かつての朝日文芸文庫も含む、100人の20世紀など）

## グループ会社
2025年7月現在

### 新聞・出版・ウェブ
- 株式会社朝日学生新聞社
- 株式会社朝日新聞メディアプロダクション（略称・Aプロ社。2016年4月1日に株式会社朝日マリオン21から改称[48][49]）
- 株式会社アサヒ・ファミリー・ニュース社
- 株式会社日刊スポーツホールディングス
  - 株式会社日刊スポーツ新聞東京本社 - 日刊スポーツ東日本版
  - 株式会社日刊スポーツ新聞西日本 - 日刊スポーツ西日本版
    - 大阪日刊スポーツ新聞社（経営統合後は西日本社の本部・大阪本社となった）
    - 名古屋日刊スポーツ新聞社（名古屋本社）
    - 西部日刊スポーツ新聞社（西部本社　沖縄県は西部本社ではなく東京管轄の上で、沖縄タイムス社に業務委託している）

  - 株式会社日刊スポーツ新聞北海道本社 - 日刊スポーツ北海道版
  - 株式会社日刊スポーツNEWS
- 株式会社朝日新聞出版
- 朝日インタラクティブ[注 11]（ITニュースサイトのCNET JapanやZDNet Japan、CNNの日本版Webサイトなどを運営）
- バズフィードジャパン株式会社 - ハフポスト日本版発行元
- サムライト株式会社[注 11]
- 株式会社朝日デジタルラボ[注 11]
- 株式会社朝日ネット（インターネットサービスプロバイダのASAHIネットを運営、2000年にMBOを実施し独立したが2013年12月に業務・資本提携を締結）
- アルファサード株式会社

### 広告
- 株式会社朝日広告社
- 株式会社朝日エージェンシー
- 株式会社朝日アドテック
- 株式会社関東朝日広告社
- 株式会社東日本朝日広告社
- 株式会社三和広告社
- 株式会社大阪朝日広告社
- 株式会社朝日広告社 (福岡県)

### 折込広告
- 株式会社朝日オリコミ（東京）
- 株式会社朝日オリコミ大阪
- 株式会社朝日オリコミ西部
- 株式会社朝日オリコミ名古屋
- 株式会社朝日サービス（札幌）

### 印刷・発送
- 朝日プリンテック
- トッパンメディアプリンテック東京[51]
- トッパンメディアプリンテック関西
- 北海道日刊スポーツ印刷社
- 朝日産業[52]

### 販売
- 朝日新聞販売サービス株式会社
- 朝日トップス株式会社
- 株式会社朝日販売サービスセンター（大阪）
- 株式会社朝日サポートセンター（名古屋）
- 株式会社朝日販売サービス（福岡）
- 株式会社新販（大阪）

### 民間放送局
- 北海道テレビ放送株式会社
- 青森朝日放送株式会社
- 株式会社岩手朝日テレビ
- 株式会社東日本放送
- 秋田朝日放送株式会社
- 株式会社山形テレビ
- 株式会社福島放送
- 株式会社テレビ朝日ホールディングス
  - 株式会社テレビ朝日
  - 株式会社BS朝日
  - 株式会社シーエス・ワンテン
- 株式会社新潟テレビ21
- 長野朝日放送株式会社
- 株式会社静岡朝日テレビ
- 北陸朝日放送株式会社
- 名古屋テレビ放送株式会社
- 朝日放送グループホールディングス株式会社[注 4]
  - 朝日放送ラジオ株式会社
  - 朝日放送テレビ株式会社
  - 株式会社スカイA
- 株式会社広島ホームテレビ
- 山口朝日放送株式会社
- 株式会社瀬戸内海放送
- 株式会社愛媛朝日テレビ
- KBCグループホールディングス株式会社
  - 九州朝日放送株式会社
- 長崎文化放送株式会社
- 熊本朝日放送株式会社
- 大分朝日放送株式会社
- 株式会社鹿児島放送
- 琉球朝日放送株式会社
- 株式会社全関西ケーブルテレビジョン

### 海外現地会社
- Asahi Shimbun International Inc.（ニューヨーク社）
- Asahi Shimbun International Pte.Ltd.（シンガポール社）

### 旅行
- 株式会社朝日旅行（朝日サンツアーズ）

### 不動産・ビル管理
- 株式会社朝日ビルディング
- 朝日建物管理株式会社
- 有楽町センタービル管理株式会社
- 千里朝日阪急ビル管理株式会社

### 業務支援・人材サービス
- 朝日新聞総合サービス株式会社

### その他
- 株式会社宮本商行
- 朝日メディアラボベンチャーズ
- 株式会社朝日エアポートサービス
- 株式会社朝日カルチャーセンター
- 株式会社スペースアイランド（Eコマース）
- 株式会社ディーイーシー・マネージメントオフィス[注 11]

## 上場会社への出資状況
括弧内には2022年3月31日現在の発行済株式総数に対する所有株式数の割合を示す。
- 株式会社博報堂DYホールディングス （3.00%） - 傘下の大広の大株主でもあった[53]。
- 株式会社WOWOW （1.93%）[54] - グループ会社のテレビ朝日ホールディングスも1.20%出資している。

## 支配下にある基幹放送事業者
マスメディア集中排除原則において「支配」に当たる10%を超える議決権を有しているものとして公表されている地上系基幹放送事業者は以下のとおりである。
- 北海道テレビ放送株式会社
- 青森朝日放送株式会社
- 株式会社岩手朝日テレビ
- 株式会社東日本放送
- 秋田朝日放送株式会社
- 株式会社山形テレビ
- 株式会社福島放送
- 株式会社新潟テレビ21
- 長野朝日放送株式会社
- 北陸朝日放送株式会社
- 株式会社静岡朝日テレビ
- 名古屋テレビ放送株式会社
- 株式会社広島ホームテレビ
- 山口朝日放送株式会社
- 株式会社愛媛朝日テレビ
- 九州朝日放送株式会社
- 長崎文化放送株式会社
- 熊本朝日放送株式会社
- 大分朝日放送株式会社
- 株式会社エフエム宮崎
- 株式会社鹿児島放送
- 琉球朝日放送株式会社

## スポーツ事業・棋戦など
- 全国高等学校野球選手権大会（夏の甲子園大会）
- 職業野球東西対抗戦（1949年大会をもって、オールスターゲームに発展解消）
- 日本プロサッカーリーグ（2003年からJリーグ百年構想パートナー）
- 全日本実業団サッカー選手権大会（1964年大会をもって、日本サッカーリーグおよび全国社会人サッカー選手権大会へ発展解消）
- 高円宮杯全日本ユース(U-18)サッカー選手権大会（2010年大会をもって、高円宮杯U-18サッカーリーグへ発展解消）
- 全国高等学校バスケットボール選抜優勝大会→全国高等学校バスケットボール選手権大会（ウィンターカップ）
- 全日本大学バスケットボール選手権大会
- 全国ミニバスケットボール大会
- 全日本バレーボール大学男女選手権大会
- 全国ママさんバレーボール大会
- ツアー・オブ・ジャパン（旧称国際サイクルロードレース）
- 全国社会人ラグビーフットボール大会（2003〜2004年シーズンからジャパンラグビートップリーグへ発展解消）
- ジャパンラグビートップリーグ（マイクロソフトカップ）
- ライスボウル
- 朝日駅伝（2011年大会をもって廃止）
- 東京国際女子マラソン（2008年大会をもって廃止）
- 福岡国際マラソン
- 横浜国際女子マラソン（2014年大会をもって廃止）
- 全日本大学駅伝対校選手権大会
- 全日本大学女子駅伝対校選手権大会（2004年まで主催、2005年から読売新聞社が主催となった）
- 朝日ウオーキンググランプリ
- 日本スリーデーマーチ
- 朝日レガッタ
- 東京優駿（日本ダービー）（優勝騎手に社賞授与）
- 菊花賞
- 朝日杯フューチュリティステークス
- セントライト記念
- 朝日新聞社杯競輪祭
- 名人戦 (将棋)[注 12]
- 順位戦
- 朝日オープン将棋選手権（2006年度をもって、朝日杯将棋オープン戦へ発展解消）
- 朝日杯将棋オープン戦
- 名人戦 (囲碁)
- 朝日アマチュア囲碁名人戦（旧称朝日アマ囲碁十傑戦）
- 日中名人戦（1994年度をもって廃止）
- Mリーグ (麻雀)

## 文化事業
- 朝日賞
- 朝日広告賞
- 朝日スポーツ賞
- 朝日のびのび教育賞
- 朝日国際児童図書普及賞
- 朝日作曲賞 (吹奏楽)
- 朝日作曲賞 (合唱)
- 朝日社会福祉賞（2008年度をもって廃止）
- 朝日舞台芸術賞
- 朝日企業市民賞（2008年度をもって廃止）
- 朝日農業賞（1998年度をもって廃止）
- 朝日森林文化賞（1998年度をもって廃止）
- 企業の社会貢献賞（2003年度をもって廃止）
- 明日への環境賞
- 木村伊兵衛写真賞
- 大佛次郎賞
- 大佛次郎論壇賞
- 手塚治虫文化賞
- 朝日新人文学賞（2008年度をもって廃止）
- 横浜トリエンナーレ
- 朝日ベストテン映画祭（2008年度をもって廃止）
- 全日本吹奏楽コンクール（吹奏楽の甲子園）
- 全日本合唱コンクール
- 全日本アンサンブルコンテスト
- 全日本マーチングコンテスト
- 全日本おかあさんコーラス大会
- 全日本小学校バンドフェスティバル
- 全日本小中学生ダンスコンクール
- 国際コミュニケーション英語能力テスト（TOEIC）
- 全国国公立・有名私大相談会
- 朝日就職フェア
- 大英博物館朝日新聞ディスプレイ[56]
- 大阪国際フェスティバル

## 提携メディア

### 契約通信社
- 米国 - AP通信社
- 英国 - ロイター通信社
- フランス - AFP通信社
- ロシア - タス通信
- 日本 - 共同通信社、時事通信社、ラヂオプレス
- 新亜通信社（韓国系通信社）
- 朝鮮通信社（北朝鮮朝鮮中央通信の日本総代理店）
- 中国通信社（中国新華社の日本総代理店）

### 特約海外新聞
- 米国 - ニューヨーク・タイムズ
- 英国 - タイムズ、サンデー・タイムズ
- フランス - ル・モンド、インターナショナル・ヘラルド・トリビューン
- 韓国 - 東亜日報
- 中国 - 人民日報
- スペイン - エルパイス
- イタリア - コリエレ・デラ・セラ
- タイ - バンコク・ポスト
- シンガポール - ストレーツ・タイムズ、聯合早報
- インド - ザ・タイムズ・オブ・インディア
- ロシア - 論拠と事実、The New Times（ロシア語版）、ニェザビシマヤ・ガゼータ
- ドイツ - ジュート・ドイッチェ・ツァイトゥング

### 日本国内の提携新聞社
朝日新聞社はここ数年、全国の地方新聞社や、同じく全国紙を発行する読売新聞社・日本経済新聞社と新聞印刷業務で相互委託契約を結んでおり、下記に示すとおり、遠隔地の新聞輸送の時間短縮・コスト削減に務める傾向にある。
特に北陸地方は、2011年3月31日付以前は輸送距離の都合上、富山県は東京管轄（印刷は北名古屋市の名古屋本社の工場）で、石川県・福井県は大阪管轄（印刷は京都市の大阪本社の工場）という変則的なものだったが、同年4月1日から富山・石川版は金沢市の北陸中日新聞工場への委託印刷が開始（福井はこれまで通り京都工場製作）され、管轄も大阪本社に統一された。逆に、中日新聞系の東京新聞・東京中日スポーツについて、神奈川県川崎市周辺地域向けの新聞を関連会社の朝日プリンテックの工場で印刷するようになった。
- 新s
  - 読売新聞グループ本社（関東・北陸・四国で相互印刷委託、鹿児島県の取材で連携）
  - 日本経済新聞社（茨城県の朝日新聞を印刷委託）
- 北海道新聞社（2018年2月から北海道内一部地域の朝日新聞を印刷委託。2023年3月20日から道内全域の朝日新聞の印刷と一部地域の輸送も担当予定）[36]
- 十勝毎日新聞社（十勝管内の朝日新聞を印刷委託）
- 釧路新聞社（記事配信契約）
- 河北新報社（2011年11月から東北地方の朝日新聞を印刷委託）
- 桐生タイムス社（記事配信契約）
- 神奈川新聞社（かつてのグループ企業）
- 新潟日報社（2011年5月より、新潟県上越・下越地域向けの朝日新聞を印刷受託。共同輸送も実施）
- 中日新聞社（2011年春から相互印刷委託する）
  - 東京新聞（朝日新聞系「朝日プリンテック」川崎工場で東京新聞の印刷を受託）
  - 北陸中日新聞（2011年4月より、富山県・石川県向けの新聞印刷を委託[注 13]。これに伴い富山県の管轄が東京本社から大阪本社に変更）
- 岐阜新聞社（ニュース情報の相互提供、緊急時の印刷提携、販売・企画・祭事協力）
- 信濃毎日新聞社（取材協力関係）
- 奈良新聞社（朝日プリンテック堺工場にて印刷受託）
- 紀伊民報社（和歌山県の取材で連携）
- 中国新聞社（広島県の朝日新聞を印刷委託）
- みなと山口合同新聞社（山口県の朝日新聞を印刷委託）
- 南日本新聞社（鹿児島県の朝日新聞を印刷委託）
- 沖縄タイムス社（取材協力関係、並びに日刊スポーツ沖縄版=東京本社管轄の業務委託をしており、販売・現地印刷を展開している）

## 業務提携
- KDDI（テレビ朝日と協同で、au携帯電話向けにEZニュースEXを配信）
- CNET（事業継承とパートナーシップの樹立）
- ベネッセコーポレーション（教育事業の提携）
- はてな（asahi.comとはてなブックマークの連動機能）

## 産学連携
- 東京大学（連携して度々シンポジウムや世論調査などを行っている[57][58]）

## 航空部

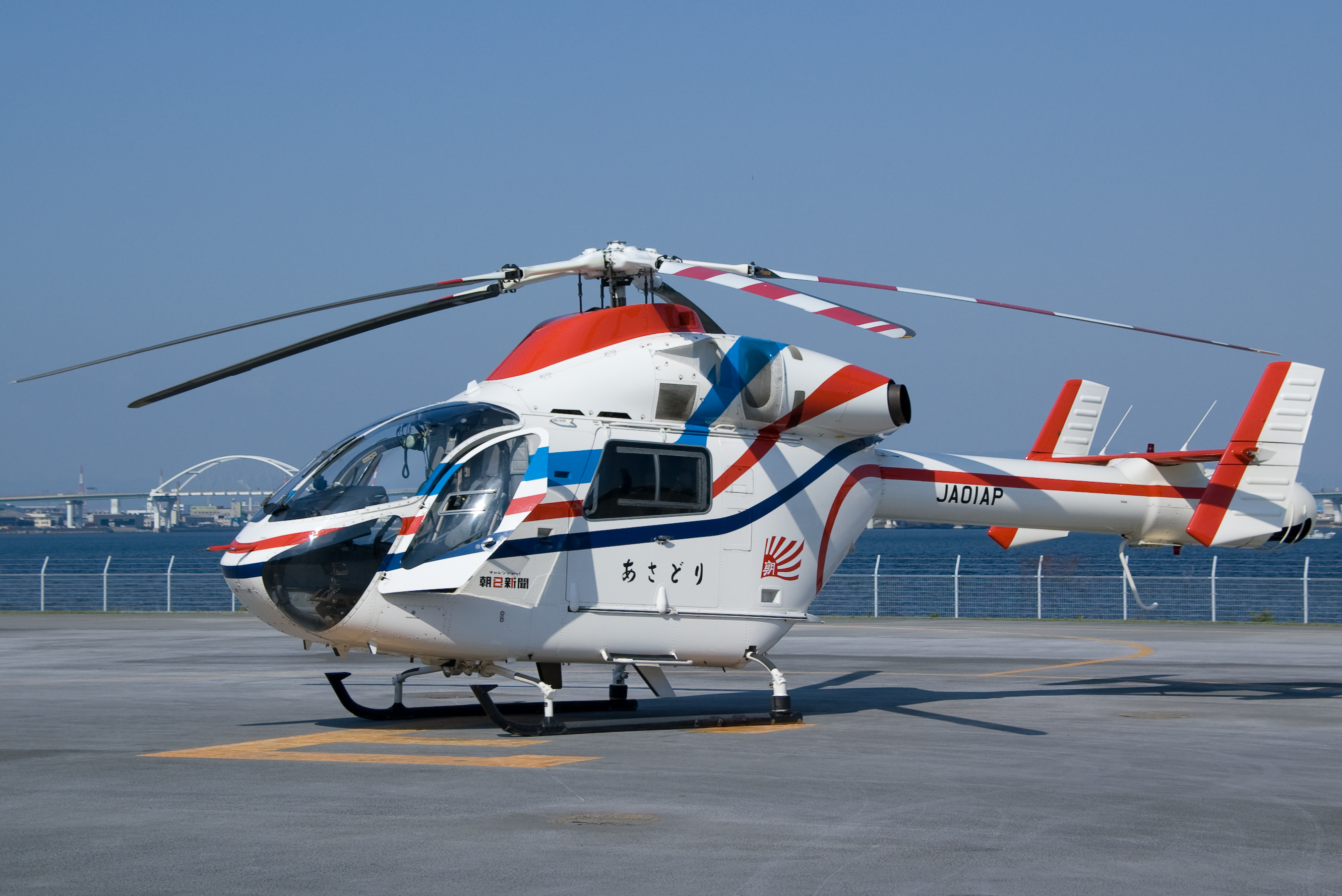
朝日新聞社の『あさどり』（MD902）

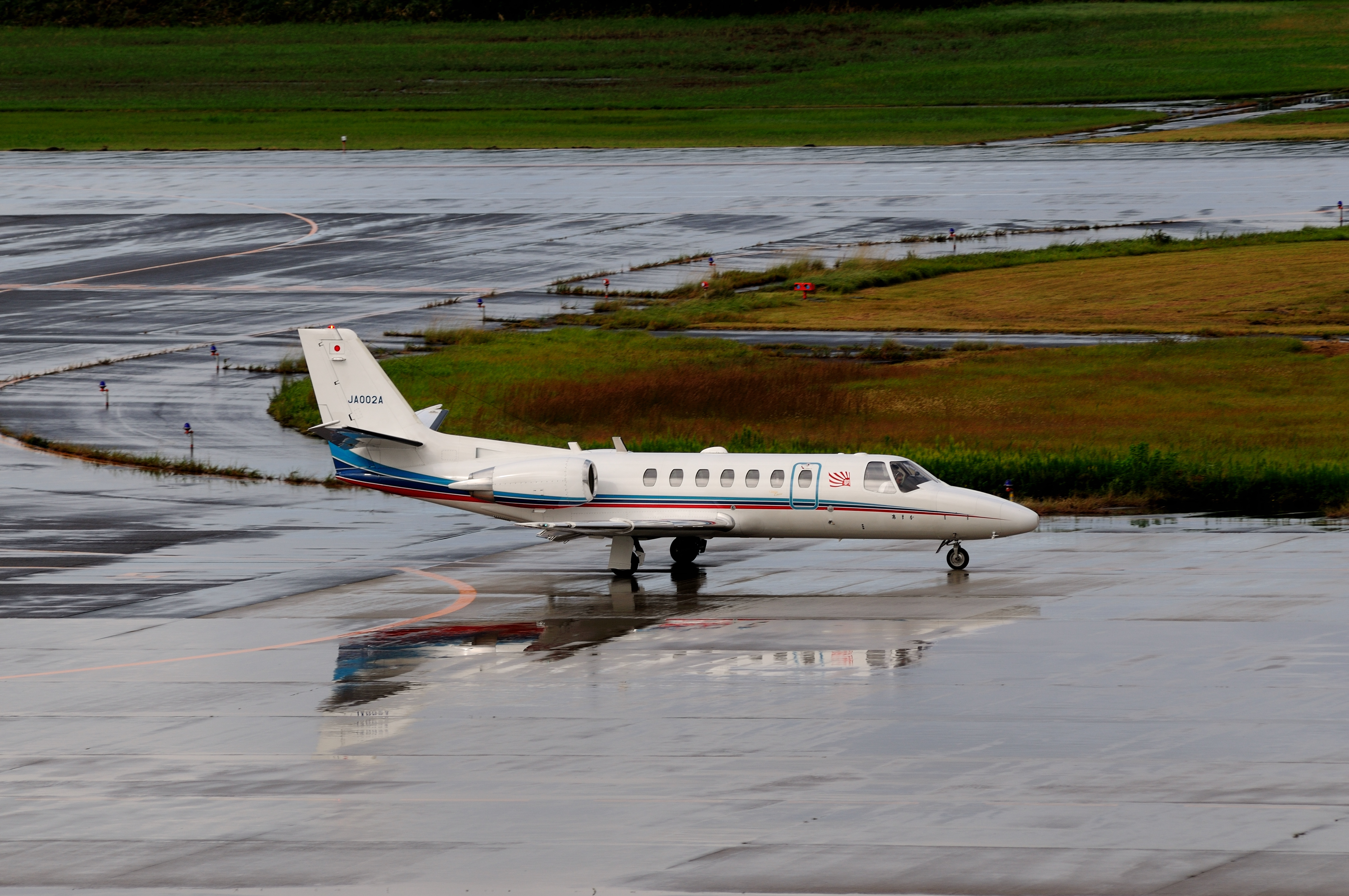
朝日新聞社の『あすか』（セスナ サイテーション）

多くの報道機関では報道用航空機の運用は朝日航洋などの航空事業者に委託しているが、朝日新聞社では美土路昌一（後の全日本空輸社長）や中野勝義（後の全日本空輸副社長）などにより、1926年に自前の航空部を発足させており、現在でもヘリコプター4機（MD902やAW109 SPなど）とビジネスジェット1機（セスナ サイテーション）を羽田空港、伊丹空港、福岡空港に待機させている。なお、パイロット自社の養成は行っておらず、有資格者を採用している。
全国高等学校野球選手権大会開幕試合の始球式でボールを投下するのも自社のヘリコプターである。
事業は報道のみで旅客や貨物の輸送は行わないが、朝日カルチャーセンターの企画などで格納庫の見学会を開いている。
前述の美土路や中野を始めとした航空部に在籍していた元社員らが中心となり、戦後に民間航空会社の日本ヘリコプター輸送を設立。後に全日本空輸（現在のANAホールディングス）に発展した。

## 不祥事
記事の捏造・誤報については「朝日新聞#問題・疑義が持たれた報道」を参照。
- 1941年（昭和16年）10月14日にゾルゲ事件の首謀者の一人として逮捕された記者の尾崎秀実は、絞首刑に処されている。ソ連のスパイとして働いた功績により、ソ連政府から勲章と表彰状を受けたとされる。
- 1971年（昭和46年）8月21日、陸上自衛隊朝霞駐屯地に侵入した大学生2人が警衛任務中の歩哨を殺害した事件。朝日ジャーナル記者川本三郎は、犯人グループが侵入の際に使用した自衛官の制服や歩哨から奪取した「警衛」腕章を受け取った。制服や腕章は後に川本の同僚記者の妻に焼却させた（朝霞自衛官殺害事件）。
- 1980年（昭和55年）5月11日午後10時45分頃、酒に酔った朝日新聞記者が富坂警察署の署長公舎に侵入、就寝中の同署長を足蹴りした上、馬乗りになって暴行、当該記者は逮捕された[67][68][69][70][71][72]。
- 1981年（昭和56年）2月16日、ホテルニューオータニで開かれた大手建設会社役員の懇親会「経友会」の会場に鹿島建設の副社長が入ったところ、見知らぬ若い男が座っていた。副社長が「どちらの人か」と尋ねたところ、男は「朝日の記者です」と答えた。副社長が「どこの部か」と質すと、「社会部で、飛鳥建設の会長に会いたい」と答えた。副社長が男に名刺を求めると、男は「車の中にあるので、とってくる」と会場を出たが、その後戻ってこなかった。不審に思った関係者が会場を調べたところ、テーブルの下から盗聴器が見つかった。当該記者は退社処分となった[73][74][75][76][77][78]。
- 2004年（平成16年）4月、私立医科大の補助金流用問題で、社会部記者と生活部記者が関係者を取材した。この際、「録音しない」と約束しながら、社会部記者がミニディスクに無断録音し、後日録音内容を関係者に批判的な別の取材先に渡したことが発覚した。朝日新聞社は社会部記者を退社処分、生活部記者を減給処分とした[79][80]。
- 2007年（平成19年）9月12日付のJ-CASTニュースで、朝日新聞社内部（asahi-np.co.jp）からウィキペディア日本語版の筑紫哲也など約820件の記事項目が大量に修正されていた事が報道され、その後9月11日に朝日新聞全社員に対して注意喚起が行われた。なお、J-CAST側が朝日新聞社の広報担当者に取材したところ、「社内規定で社内のネットワーク（社内LAN）の業務外使用をかねてより禁止している」と返答した[81]。
- 2009年（平成21年）3月31日、前日に2ちゃんねる運営が朝日新聞社のドメイン（asahi-np.co.jp）からの書き込みを規制していた事が発覚した[82]。同掲示板の鉄道路線・車両板のスレッドにおいて、意味不明の連続書き込みによって2ちゃんねるの運営を妨害したのが主な理由であった。また、その書き込みには精神障害者や経済的弱者、被差別部落民らに対する差別を助長する書き込みも多数含まれていた[83]。この事件について、朝日新聞社が調査を行い、東京本社編集局の校閲センター員（当時49歳）が行ったことを突き止め、厳正な処分を行うと発表した[84]。
- 2012年（平成24年）11月4日、朝日新聞中国語版の公式微博アカウントで、石原慎太郎の写真と共に「要骂请骂＂小鬼子＂」とコメントがなされた。これは「細野豪志大臣の『日本を小日本と罵らないように』という中国への要望」に対するコメントであり、日本語に訳すると「小鬼子と呼んでほしい」という意味である。「日本鬼子」が日本人に対する最大級の蔑称とされる事もあり、翌日11月5日に同アカウントで「我々のコメントは石原慎太郎氏とは何の関係もありませんし、悪意もありません」との表明を行い[85]、「（小鬼子という言葉は）中国本土では現在は、若い世代を中心に批判的なニュアンスが以前より薄れています。（中略）ただ、批判的なニュアンスが弱いとはいえ、『小鬼子』という言葉を使ったことは、軽率でした」と釈明した[86]。
- 2013年（平成25年）5月13日、保守系団体「沖縄対策本部」が議員会館で「沖縄県祖国復帰41周年記念議員会館学習会」を開いた際、会場にて何者かが許可無く勝手に「ヨクキク強力除鮮液チョンキール」[注 15]「日韓断交」などとデザインされたステッカー[87]を持ち込んで販売しようとした[88]。会場内での物品の販売は禁止されており販売は差し止められたが、朝日新聞社会部の石橋英昭記者がツイッターで、会議室を借りた世話人の西銘恒三郎議員がこのような行為を推奨しているかのようなツイートをしたため、西銘の事務所に多数の抗議が寄せられた。「沖縄対策本部」の代表は事実誤認であるとして朝日新聞社に強く抗議し、朝日新聞社からの西銘に対する公式な謝罪を要求。その後、石橋は問題のツイートを削除し「誤解を招く表現があり、関係者にご迷惑をおかけした」と謝罪ツイートした。また、朝日新聞社は石橋の上司から西銘の事務所に謝罪の電話を入れた[89]。
- 2013年（平成25年）6月25日、パソコン遠隔操作事件において朝日新聞社と共同通信社の複数の記者が、「真犯人」を名乗る人物が犯行予告などを送信するのに使ったフリーメールのサーバーに、パスワードなどを不正に入力してアクセスしたとして、不正アクセス禁止法で書類送検されることが分かった。共同通信社は同年4月時点でアクセス行為を認め、「真犯人に近づく目的だったが、取材上、行き過ぎがあった」としていた。また、警察発表後に「形の上では法律に抵触する可能性がありますが、事件の真相に迫るための取材行為だったことを捜査当局に説明し、理解してもらえたと思います」とした。朝日新聞社は「正当な取材の一環で、法律上も報道倫理上も問題ないと考えます。手続き上、書類送検されることになりますが、本社は弁護士を通じ、正当な業務だったとする見解を警視庁に伝えています」とした[90]。本件はその後、起訴猶予処分が下され、不起訴となった[91]。
- 2013年（平成25年）7月20日にニコニコ生放送で放映された「維新なチャンネル 〜橋下徹代表も出演〜 投票前夜スペシャル 」の放送中、出演していた橋下徹と松井一郎は、放送前日の7月19日に京都市役所前で行われた日本維新の会の選挙演説中、京都総局の政治記者が警備スタッフに対し、街宣車への接近を要求した上で、朝日新聞の名称を出して恫喝していたと主張している[92]。
- 2015年（平成27年）8月2日、冨永格特別編集委員が自身のツイッターに、インターネット上に流れていたナチス・ドイツの旗や旭日旗を掲げたデモの写真とともに「東京での日本人のナショナリストによるデモ。彼らは、安倍首相と彼の保守的な政権を支持している」と英語とフランス語で書き込んだ。その後、冨永はツイートを削除し、「嫌韓デモに参加する人たちには安倍首相の支持者が多いという趣旨でしたが、英語ツイートに『一般的に』の言葉が抜けていましたので、彼らがこぞって首相を支持しているかの印象を与えるツイートになってしまいました。失礼しました」と釈明、謝罪した。また、朝日新聞社からの指示で改めておわびをツイートした[93][94]。朝日新聞社は8月5日の朝刊におわび記事を掲載するとともに、冨永を「公認記者」（社名などを名乗ってツイッターを利用できる）及びコラム「日曜に想う」執筆者から外すことを表明した[95]。
- 2020年（令和2年）3月13日、小滝ちひろ編集委員が、自身のTwitterで「（略）戦争でもないのに超大国の大統領が恐れ慄く。新コロナウイルスは、ある意味で痛快な存在かもしれない」と投稿し、非難が殺到。後にこの投稿と自らのアカウントを削除したためにさらに炎上することとなった。同日、朝日新聞社はこの投稿について「著しく不適切な内容であった。本人も反省している」と謝罪した[96]。このツイッターアカウントは朝日新聞社が公認したものであった[97]。
- 2020年（令和2年）5月20日、新型コロナウイルス感染症流行拡大に伴う緊急事態宣言が出されていた5月1日夜から2日未明と13日に、東京高等検察庁検事長（当時）の黒川弘務が、産経新聞の記者2人と朝日新聞の元記者とともに、産経記者の自宅で賭け麻雀をしていた疑いがあると「週刊文春」が報じた[98][99][100][101]。5月29日、朝日新聞社は、麻雀に参加していた当時、経営企画室の管理職だった社員を停職1ヵ月とする処分を決めるとともに、管理責任を問い、上司の福島繁執行役員経営企画室長を譴責処分とした[102][103][104][105]。
- 2020年（令和2年）6月26日、南日本新聞と朝日新聞の記者2名らの行為が強要罪に当たる疑いがあるとして、屋久島町の住民が4月20日に警察に提出していた告発状が受理された。記者2名らは、4月に屋久島町の旅行代理店の所長を務めていた男性を呼び出し、大声で怒鳴りつけるなどして、男性が町役場に便宜を図る目的で実費より高い額を領収書に意図的に記入したなどとの主張を認めるコメントをするよう強要した疑いがあるとしている[106][107]。
- 2020年（令和2年）12月18日、朝日新聞フォトアーカイブのアカウントがTwitterに「1944年に増産のため工場へ出勤する女子挺身隊の写真」とのコメントともに、女性たちが道を埋め尽くす写真を投稿した。これに対して、写真の不自然さを指摘する声がTwitterユーザーから続出し、同アカウントは翌19日、「戦争中に撮影され、写真に不自然な点がありました。確認不足、説明不足のまま掲載してしまいました」と謝罪した[108]。また、12月21日、朝日新聞社は「写真を検証した結果、戦時中に撮影し合成された写真と判断しました。当時の様子を伝える写真として、この写真を選んだことは極めて不適切でした」との謝罪文を公式サイト上に掲載した[109][110][111][112]。
- 2023年（令和5年）6月23日、中野市4人殺害事件の容疑者が自宅に立てこもった際、敷地中に無断で立ち入ったとして、東京本社映像報道部の男性写真記者が住居侵入容疑で長野県警察に書類送検された。県警は起訴を求める「厳重処分」の意見を付けた。送検容疑は5月26日未明、男宅敷地内に約10分間無断で侵入した疑い。当時、男は自宅に立てこもり、県警は男宅から半径約300メートル以内を避難区域に指定して立ち入りを規制していたが、この写真記者はこの約1時間前にも避難区域に侵入し、捜査員から職務質問を受けていた。朝日新聞社広報部は「取材目的であっても正当な業務を逸脱するもので、深くおわび申し上げる。再発防止を徹底するとともに、厳正に対処していく」とコメントした[113][114]。2024年4月9日、飯山区検察庁は元記者を住居侵入罪で略式起訴した[115]。飯山簡易裁判所は同月16日付で元記者に罰金10万円の略式命令を出した[116]。
- 2024年（令和6年）8月15日、中央労働基準監督署は、長時間労働による過労が原因で休業したとして、朝日新聞東京本社の50代の男性社員の労災を認定。この社員は、40代だった2021年7月から政治部に所属し、衆院選の選挙事務など複数の業務を担当。同年10月の衆院の解散当日の夜、本社で勤務中に不整脈の発作により倒れ、22年1月まで休業した。社員は「発症して休業したのは当時の長時間労働による過労が原因」として、昨年9月、中央労基署に労災申請していた。同署は今年5月、労働基準法等の法令違反ではないものの、労働時間を適正に管理するよう、本社に指導票を交付していた。[117]

## 関連団体
- 社会福祉法人こどもの国協会（こどもの国）
- 財団法人ベルマーク教育助成財団
- 財団法人森林文化協会
- 財団法人日本対がん協会
- 財団法人朝日新聞文化財団
- 社会福祉法人朝日新聞厚生文化事業団
- 社団法人全日本合唱連盟
- 社団法人全日本吹奏楽連盟

その他、産業経済新聞社（産経新聞）・フジサンケイグループの傘下である文化放送の母体である旺文社が日本教育テレビ（現・テレビ朝日）の出資母体の一つであった名残で、テレビ朝日を介する形で文化放送との協力関係を結んでおり、過去には日刊スポーツ新聞社提供のスポーツニュースが放送されたこともあった。

## 関係者・出身者
- 青木康晋（元朝日新聞出版社長）
- 秋山耿太郎（元朝日新聞社社長）
- 安藤正純（元文部大臣）
- 池辺三山（元東京朝日新聞社主筆）
- 石井光次郎（元朝日新聞社代表取締役専務取締役・衆議院議長）
- 石川啄木（歌人）
- 伊豆富人（元熊本日日新聞社社長）
- 伊藤邦男（元朝日新聞名古屋本社代表、元テレビ朝日社長）
- 稲垣えみ子（元編集委員、元論説委員）
- 入江徳郎（ジャーナリスト、ニュースキャスター、エッセイスト）
- 上野精一（元朝日新聞社社長）
- 上野理一（元朝日新聞社社長）
- うつみ宮土理（タレント、作家）
- 江森陽弘（ジャーナリスト）
- 扇谷正造（評論家）
- 大谷晃一（作家、評論家、元帝塚山学院大学学長・名誉教授）
- 緒方竹虎（元朝日新聞社副社長・自由党総裁・自由民主党総裁代行委員）
- 荻野博司（元朝日新聞社論説副主幹）
- 奥田教久（元論説委員、朝日カルチャーセンター社長）
- 尾崎秀実（元朝日新聞社記者・内閣嘱託・満鉄調査部嘱託職員、ゾルゲ事件で処刑）
- 織田幹雄（陸上選手、日本人初のオリンピック金メダリスト）
- 川本三郎（評論家）
- 河野一郎（元農林大臣・建設大臣）
- 聴濤克巳（元全日本産業別労働組合会議議長）
- 国正武重（元編集委員）
- 近藤貢（新聞学者）
- 桑田弘一郎（元テレビ朝日社長）
- 小坂徳三郎（元経済企画庁長官・運輸大臣）
- 小西作太郎（元朝日新聞社常務、日本高校野球連盟顧問）
- 後藤基夫（元朝日新聞社常務取締役）
- 佐々弘雄（元参議院議員・熊本日日新聞社社長）
- 鮫島浩（ジャーナリスト）
- 沢田純三（元長野朝日放送社長）
- 志賀健次郎（元防衛庁長官）
- 篠田弘作（元自治大臣）
- 信夫韓一郎（元朝日新聞社代表取締役専務取締役）
- 下村宏（元国務大臣兼内閣情報局総裁・NHK会長）
- 白石凡（元朝日新聞社企画部顧問）
- 杉村楚人冠（随筆家、俳人）
- 鈴木正文（元労働大臣）
- 田岡俊次（ジャーナリスト、軍事評論家）
- 高橋浩祐（国際ジャーナリスト、ジェーン・ディフェンス・ウィークリー東京特派員）
- 高橋大作（朝日放送テレビ[注 4]より出向、大阪本社社会部記者。復職後報道部記者・デスクを経て、現在朝日放送テレビ設置のANN上海支局長）
- 田川誠一（元新自由クラブ代表・自治大臣）
- 竹内謙（元鎌倉市長）
- 竹野康治郎（朝日放送テレビ[注 4]より出向。2018年6月に同社東京支社からの出向で朝日新聞東京本社総合プロデュース室勤務）
- 田代喜久雄（元テレビ朝日社長）
- 田中慎次郎（ジャーナリスト、元総理府原子力委員会参与、ゾルゲ事件で逮捕）
- 筑紫哲也（ジャーナリスト、ニュースキャスター）
- 百目鬼恭三郎（文芸評論家）
- 永井道雄（元文部大臣）
- 中江利忠（元朝日新聞社社長）
- 中野正剛（元衆議院議員・東方会会長）
- 中村鋭一（朝日放送[注 4]より出向→社会部記者歴任。のち、フリーアナウンサー、政治家、政治評論家）
- 夏目漱石（小説家）
- 新延修三（随筆家）
- 野田武夫（元自治大臣）
- 野村秀雄（元朝日新聞社代表取締役・NHK会長・熊本日日新聞社社長）
- 箱島信一（元朝日新聞社社長）
- 橋本登美三郎（元建設大臣・官房長官・運輸大臣）
- 長谷川如是閑（ジャーナリスト、文明評論家）
- 長谷部忠（元朝日新聞社社長）
- 秦正流（元朝日新聞社専務取締役・日本ジャーナリスト会議代表委員）
- 羽田武嗣郎（元衆議院議員、元内閣総理大臣羽田孜の父）
- 服部敬雄（元山形新聞社社長）
- 一柳東一郎（元朝日新聞社社長）
- 広岡知男（元朝日新聞社社長・日本学生野球協会会長）
- 広瀬道貞（テレビ朝日顧問・元社長）
- 藤井丙午（元新日本製鐵副社長・参議院議員）
- 二葉亭四迷（小説家）
- 船橋洋一（元朝日新聞社主筆）
- 古垣鉄郎（元NHK会長）
- 細川護熙（元内閣総理大臣）
- 細川隆元（元編集局長、政治評論家）
- 堀江政生（朝日放送[注 4]より出向→東京本社政治グループ記者→朝日放送→朝日放送テレビ[注 4]アナウンサー・記者）
- 本多勝一（ジャーナリスト）
- 前田多門（元文部大臣、初代ソニー社長）
- 前田寿（元上智大学国際関係研究所長）
- 前田義徳（元NHK会長）
- 牧野輝智（元編集主幹、経済学博士、早稲田大学教授）
- 升田幸三（元将棋名人）
- 松井やより（ジャーナリスト）
- 松澤秀雄（元兵庫県教育委員会委員長、元サンテレビジョン社長）
- 松下宗之（元朝日新聞社社長）
- 松島みどり（自由民主党衆議院議員）
- 松本憲逸（記者、映画評論家、池津勇太郎名義[118]で映画原作者）
- 松本清張（作家）
- 美土路昌一（初代全日本空輸社長、元朝日新聞社社長）
- 宮崎園子（ジャーナリスト）
- 村山長挙（元朝日新聞社社長）
- 村山龍平（元朝日新聞社社長）
- 山下真（元奈良県生駒市長・奈良県知事）
- 横山宏章（政治史学者、元明治学院大学教授）
- ラナン・ルリー（朝日新聞名誉客員、ジャーナリスト、風刺漫画家）
- 笠信太郎（元朝日新聞社常務取締役・論説主幹）
- 若宮啓文（元朝日新聞論説主幹、朝日新聞社主筆）
- 渡辺誠毅（元朝日新聞社社長）

関係のある主要な写真家
- 大久保好六（1900 - 1936）
- 島田謹介（1900 - 1994）
- 田中幸太郎（1901 - 1995）
- 影山光洋（1907 - 1981）
- 小久保善吉（1910 - 1993）
- 浜野嘉夫（1911? - 1937）
- 大束元（1912 - 1992）
- 松本栄一（1915 - 2004）
- 吉岡専造（1916 - 2005）
- 船山克（1923 - 2012）
- 秋元啓一（1930 - 1979）
- 富山治夫（1935 - 2016）※嘱託
- 石川文洋（1938 - ）
- 秋山亮二（1942 - ）
- 山根敏郎（1953 - ）